# Festival de la Canción de Eurovisión 2015
El LX Festival de la Canción de Eurovisión se celebró en la ciudad austríaca de Viena los días 19, 21 y 23 de mayo de 2015, después de que su representante Conchita Wurst obtuviera la victoria con la canción «Rise Like a Phoenix» en la edición de 2014. Esta fue la segunda vez que Austria organizó un festival de Eurovisión, siendo la última ocasión en 1967 tras su victoria en 1966. El evento fue conducido por primera vez en la historia por un trío de mujeres: Mirjam Weichselbraun, Alice Tumler y Arabella Kiesbauer. La ganadora de la edición anterior, Conchita Wurst, actuó como presentadora en las conexiones con la denominada «Green Room».
El espectáculo tuvo una audiencia de más de 200 millones de espectadores en todo el mundo. En esta edición participaron 40 países, 39 de estos países participaron en calidad de miembros activos de la UER. Chipre y Serbia retornaron al concurso tras un paréntesis de un año, así como la República Checa tras cinco años de ausencia. Por otro lado, Ucrania anunció su retirada de esta edición, por problemas políticos y económicos. Con motivo del 60.º aniversario del Festival, se invitó a competir también a Australia, lo que supone la primera participación de un país que solo es miembro asociado a la UER en la historia de Eurovisión.
El lema de esta edición fue Building Bridges («Construyendo puentes» en español). En palabras de los organizadores el eslogan de esta edición intenta hacer referencia al carácter unificador de la música sin importar fronteras, culturas e idiomas, y además alude al objetivo primigenio del certamen que fue unir a los países después de la Segunda Guerra Mundial.
Según las listas de las casas de apuestas, durante varias semanas el favorito para ganar el certamen era Suecia, seguido por Italia, Australia, Estonia, Eslovenia, Finlandia. No obstante, este último cayó en semifinales; por el contrario, Rusia, Bélgica y Letonia se convirtieron en los países que más subieron sus probabilidades de victoria, llegando incluso a superar a muchos de los anteriores.
Finalmente, Suecia se coronó campeón de la 60.ª edición del Festival de Eurovisión con Måns Zelmerlöw y la canción «Heroes», con un total de 365 puntos, logrando de este modo la sexta victoria del país en la historia del certamen. En segundo lugar quedó Rusia con Polina Gagarina y «A Million Voices», con un total de 303 puntos. Y, por último, el podio lo completó Italia con el trío Il Volo y su canción «Grande Amore». Por el otro lado, cabe destacar que Alemania y Austria terminaron empatados en el último lugar con cero puntos. Ningún país había obtenido cero puntos en una Final desde 2003, y el último empate a cero puntos se remontaba a 1997; también resultó la primera vez en la historia que un anfitrión terminaba sin puntos, y la primera vez desde 1958 que un anfitrión y ganador defensor terminaba en el último lugar.

## Organización

### Sede del festival

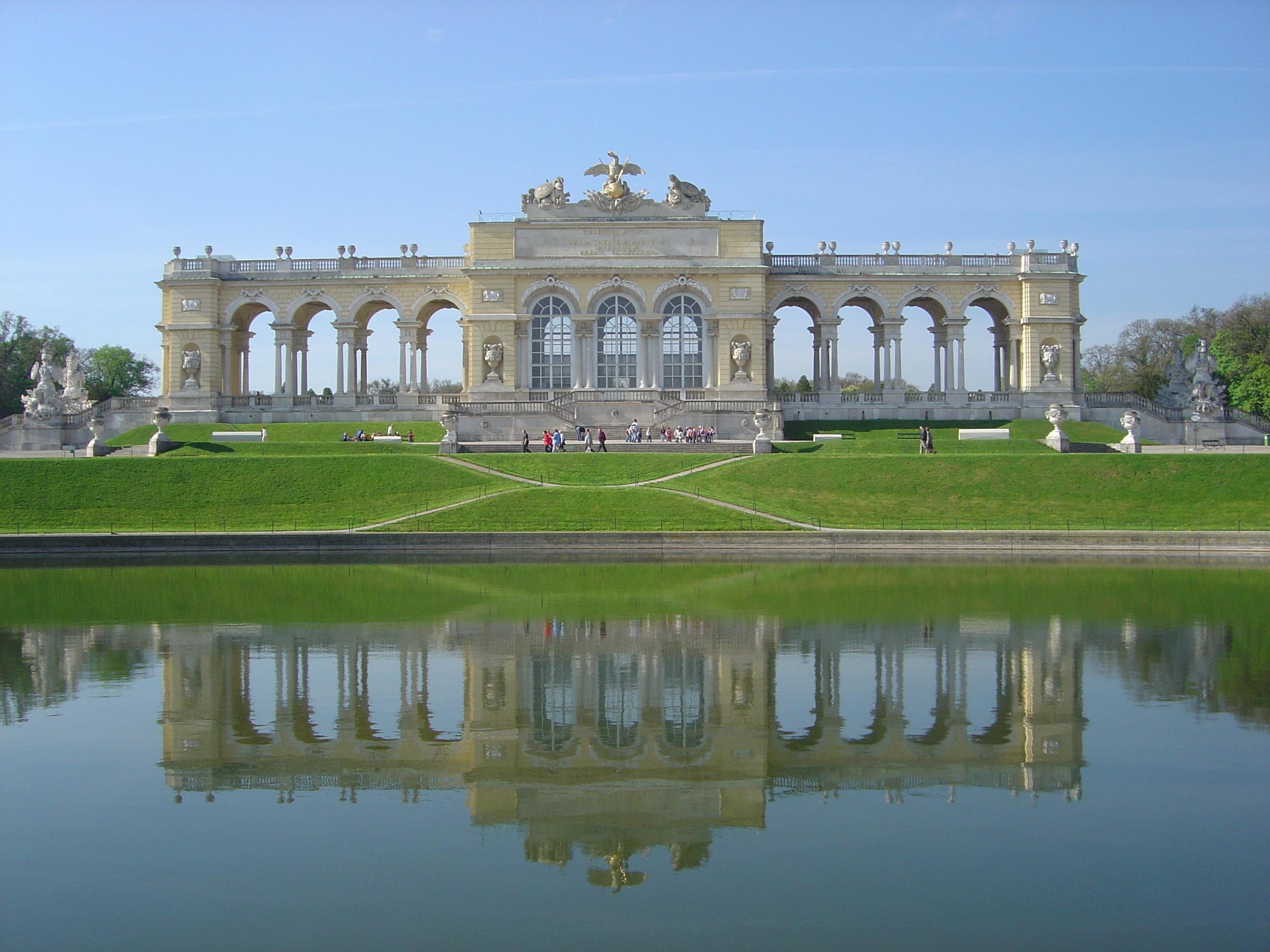
Centro histórico de la ciudad de Viena, sede de Eurovisión 2015.

Una vez finalizado el festival de 2014, Austria comenzó a planear los preparativos de la celebración del evento del año siguiente. Así, en la rueda de prensa del país ganador, la cadena austriaca anunció que Viena y Salzburgo serían las candidatas posibles para albergar el festival, aunque dos días después del festival, se comunicó que un total de cinco ciudades anunciaron sus intenciones de albergar el certamen internacional: las dos anteriores más Graz, Innsbruck y Klagenfurt. No obstante, posteriormente el 13 de mayo de 2014, se anunció que Salzburgo retiraba su candidatura debido a que no podía garantizar la financiación requerida; siendo que semanas después más ciudades del país anunciaron su candidatura.
Ante el elevado número de propuestas, el 29 de mayo de 2014, la cadena austríaca ORF hizo público los requerimientos que debía tener cualquier ciudad sede que desease albergar el festival, y puso de plazo hasta el 13 de junio de 2014 para que las ciudades interesadas presentaran su candidatura formalmente sobre la base de ciertos criterios. Tras cumplirse dicho plazo, un total de siete ciudades y doce recintos fueron los candidatos a albergar el festival, las ciudades fueron Graz, Innsbruck, Klagenfurt, Oberwart, Schwechat, Wels y Viena.
Posteriormente, el 21 de junio de 2014 se dieron a conocer las tres ciudades y los recintos finalistas para albergar el festival. Las candidatas finales fueron:
| Ciudad    | Recinto           | Capacidad | Notas |
| --------- | ----------------- | --------- | --- |
| Graz      | Stadthalle Graz   | 11.030    | Acogió el Campeonato Europeo de Balonmano Masculino de 2010.                                                               |
| Innsbruck | OlympiaWorld      | 10.000    | Acogió los campeonatos de hockey sobre hielo y patinaje artístico en los Juegos Olímpicos de Innsbruck 1964 y los de 1976. |
| Viena     | Wiener Stadthalle | 16.000    | Acoge anualmente el campeonato de tenis Erste Bank Open y el show Holiday on Ice, entre otros muchos eventos.              |

El Wiener Stadthalle, recinto sede de la edición 2015.

Semanas después, el 6 de agosto, se dio a conocer el resultado del proceso de licitación y con ello la ciudad sede del festival: Viena; informándose además que el recinto sede sería el auditorio Wiener Stadthalle que cuenta con una capacidad de 16.000 espectadores, superando así a las otras dos ciudades candidatas que competían para albergar el festival.

### Celebración del 60.º aniversario
Para el 60.º aniversario del certamen se anunciaron muchas novedades, habiéndose ya fijado un presupuesto de 20 millones de euros por parte de la UER, un promedio de 25 millones por parte de la emisora anfitriona ORF y 12 millones de euros por parte de la ciudad capital Viena. El supervisor ejecutivo del festival, Jon Ola Sand, declaró que se realizaría todo un homenaje.
El concejal del ayuntamiento de Viena, Christian Oxonitsch declaró que respecto a las modificaciones y reformas que en el Wiener Stadthalle se llevaron a cabo para acoger el 60.º aniversario, tendrían un coste, ya presupuestado, de 8 900 000 euros. En dicho presupuesto se incluyeron los gastos para los costes de personal, energéticos y limpieza. Así como las compensaciones a los organizadores de los otros eventos que ya estaban programados en las mismas fechas que el Festival.
A finales de 2011, la UER anunció que habían comenzado un intento de digitalizar y archivar todas las ediciones desde la primera edición de 1956 hasta la más reciente de momento. En junio de 2013, se informó que el archivo está siendo acabado y se abrirá para este 60.º aniversario. El contenido del mismo será accesible al público a través de la web oficial del festival.
Al margen del festival de 2015 en Viena, el 31 de marzo de 2015 se celebró en Londres una gala especial, televisada posteriormente en diferido, para conmemorar el 60.º aniversario del Festival de Eurovisión, titulada Eurovision Song Contest's Greatest Hits, con la BBC como televisión anfitriona.

### Identidad visual

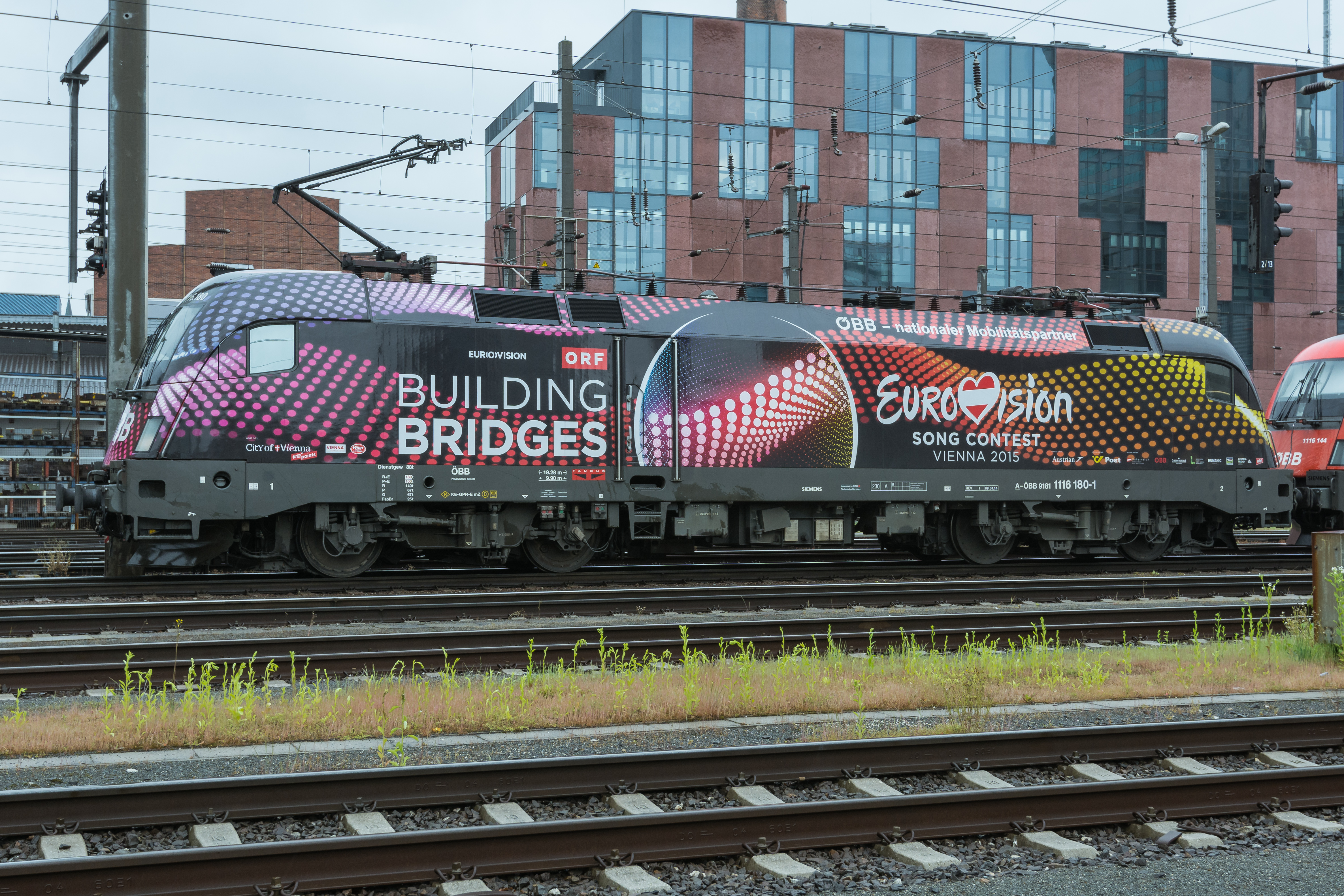
Un tren de Viena con el logo de Eurovision 2015 y el lema de esta edición.

Como parte de la conmemoración del 60.º aniversario del Festival de Eurovisión, la UER dio a conocer el renovado logotipo genérico oficial del festival que sería utilizado a partir de esta edición y las sucesivas, dejando atrás el isotipo usado desde la edición 2004. En ella se cambia la tipografía utilizada y mantiene la palabra «Eurovisión» con la letra «V» convertida en un corazón, y en cuyo interior figura la bandera del país organizador.

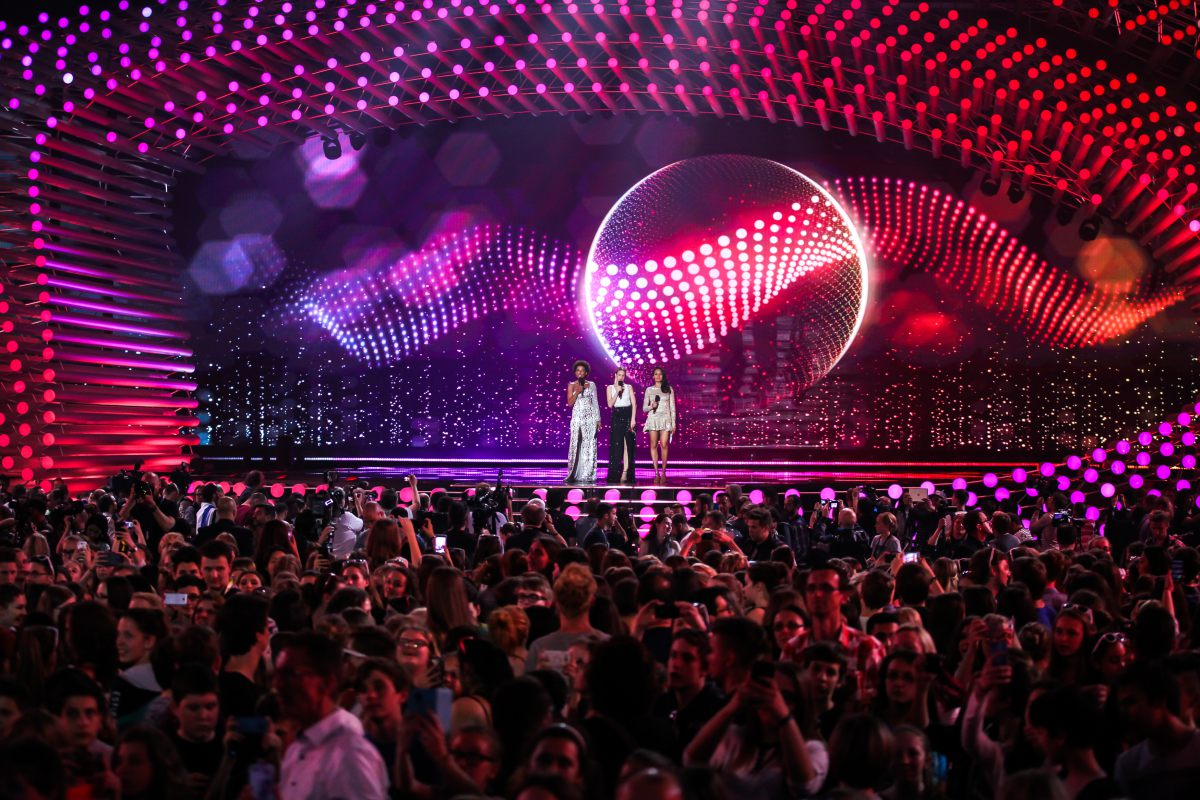
Mirjam Weichselbraun, Alice Tumler y Arabella Kiesbauer, las tres presentadoras de Eurovisión 2015.

Sietse Bakker, que fue el encargado de coordinar dicho proceso de renovación comentó que con esto: «iniciamos un proceso de cambio partiendo del anterior logotipo, buscando sus puntos fuertes y débiles, y llegamos a la conclusión de que era necesaria una evolución y no una revolución, de modo que se representase el avance del festival a lo largo de la última década [...] Además la letra manuscrita ha sido rediseñada desde cero para hacerlo mucho más agradable a la vista no sólo en televisión sino impreso». 

El rediseño del logotipo corrió a cargo de Cornelis Jacobs y su equipo de la Agencia Cityzen con sede en Ámsterdam, tras una extensa búsqueda por parte de la UER entre varias agencias europeas de diseño, y fue acordado por el grupo de referencia de la UER en su reunión de junio de 2014.

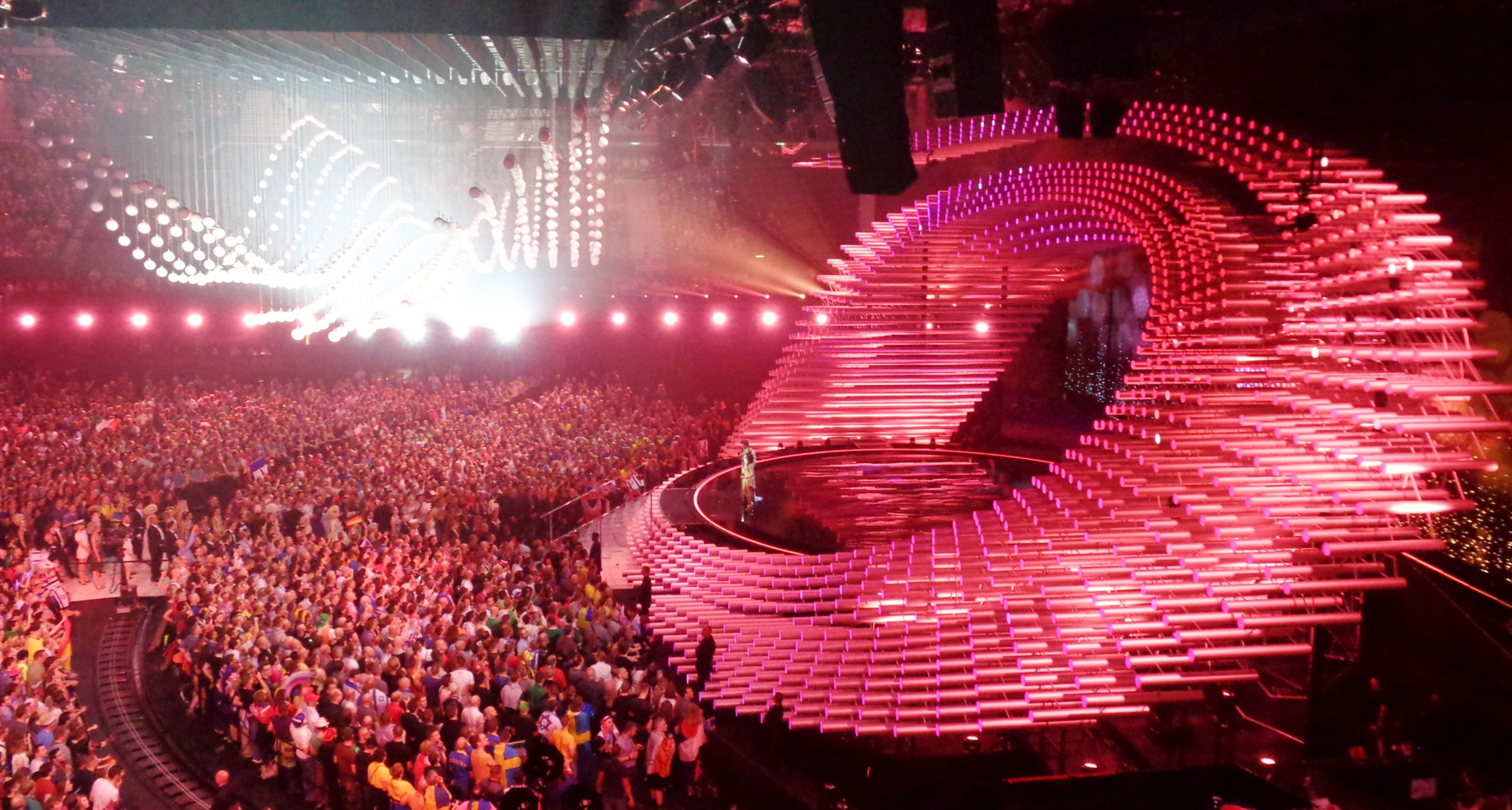
Escenario del Wiener Stadthalle, recinto sede del festival.

Además del rediseño del logotipo genérico, como es tradición se creó una identidad visual específica para la edición de 2015, la cual se dio a conocer el 25 de noviembre de 2014. La imagen, que refuerza el eslogan «Building Bridges» («Construyendo puentes» en español), interpreta el motivo de un puente «en un lenguaje visual de conexiones y encuentros que se forman una y otra vez». La identidad gráfica muestra una multitud de esferas dispuestas en forma de línea ondulada con la intención de simbolizar «estar unidos así como la diversidad». La infografía, la decoración y el merchandising entre otros aspectos giraron en torno a este concepto artístico.
El diseño del escenario estuvo a cargo del escenógrafo alemán Florian Wieder, quien ya había estado detrás de la creación de los escenarios de las ediciones del festival de Düsseldorf 2011 y Bakú 2012, así como de varias galas de premios de la MTV o de The X Factor, entre otros trabajos. Según palabras de la directora de televisión de la ORF Kathrin Zechner, «el escenario representa el puente entre el pasado, el presente y el futuro». 

El escenario consistió en una plataforma principal circular con suelo de pantalla led, rodeada de 1.288 pilares individuales de iluminación led creando un portal en forma de ojo, y de fondo también una gran pantalla led de 22 metros de ancho y 8,5 metros de altura. Por último, tal como ocurrió en las ediciones de 2012 y 2014, la denominada Green Room (el lugar donde los artistas esperan los resultados tras su actuación) estuvo situada en medio del recinto.
Durante el festival cada actuación estuvo precedida por un breve vídeo de introducción (conocido como «postcard» o «postal») centrado en el artista. Los vídeos mostraron primero a los artistas en su país recibiendo una invitación para viajar a Austria mediante un objeto que más tarde usarían al desempeñar una actividad típica de alguna de las regiones de Austria, finalizando con una foto de su actividad convertida en una valla publicitaria, ubicada en algún sitio de Viena.

## Países participantes
La lista oficial de participantes se dio a conocer el 23 de diciembre de 2014 totalizando 39 países inscritos, dos más que el año anterior. El 10 de febrero la lista se amplió a 40 por la participación puntual de Australia con motivo del 60.º aniversario del festival. Cabe destacar el retorno de Chipre (CyBC) y Serbia (RTS), países que se ausentaron en 2014 como consecuencia de la crisis económica y recorte de presupuesto a las emisoras nacionales, así como el retorno de República Checa (CT) tras cinco años de ausencia, pese a que en un principio descartó su participación, además del debut de Australia. Por el contrario, a mediados de septiembre de 2014, Ucrania (NTU) confirmó que no estaría en Viena, debido a la inestabilidad social, política y financiera que atraviesa la nación tras la anexión de Crimea a Rusia y los conflictos militares en el Este del país; no obstante, la emisora ucraniana emitirá en íntegro el Festival a nivel nacional, con vistas a un posible regreso en 2016.
Los representantes de la televisión pública de Andorra (RTVA) y Eslovaquia (STV) habían confirmado, pocos días después de la final del Festival de la Canción de Eurovisión 2014, que no tenían planes de regresar al festival para la presente edición. También se rumoreó el retorno de Mónaco (TMC) para la celebración del 60.º aniversario del festival; sin embargo el 20 de junio de 2014, la cadena pública descartó su regreso. Por su parte, el principado de Liechtenstein, a través del director de la cadena 1 FLTV, informó de su interés por participar, pero citó los costos de ser miembros activos de la UER por las que era poco probable que participasen este año, no descartando un probable debut en las ediciones sucesivas. Croacia (HRT), del cual se esperaba su retorno al anunciar su regreso al Festival de la Canción de Eurovisión Junior 2014, confirmó sin embargo que no volverían al certamen. Finalmente, Marruecos pese a que desde hace unos años se ha rumoreado un posible retorno del país africano, SNRT confirmó que no participarán en 2015, aunque no descartan hacerlo en un futuro.
Igualmente Luxemburgo (RTL) confirmó en un principio que por el momento no volverían al certamen. Posteriormente, Luxemburgo RTL y San Marino confirmaron conversaciones para una participación en cooperación, pero finalmente debido a que no se encontraron los fondos suficientes por parte luxemburguesa, esta idea fue descartada.
Aunque en un principio se estaba negociando su retorno al Festival, la cadena TRT anunció que Turquía no regresaría al certamen toda vez que no están de acuerdo con las actuales reglas de votación, tales como la existencia de jurados nacionales profesionales por cada país participante y el pase directo a la final de los miembros del Big 5. Pese a ello, el 7 de febrero de 2015 tras negociaciones con la UER anunciaron que participarían en el 2016.
A pesar de que en un inicio confirmaron su regreso, Bulgaria (BNT), anunció el día 10 de octubre de 2014, fecha límite establecida para que los países pudieran retirar su candidatura a Viena sin consecuencias económicas, que finalmente no podrían estar en Eurovision 2015 debido a problemas financieros. El 17 de noviembre de 2014, hizo lo mismo Bosnia y Herzegovina (BHRT), alegando dificultades económicas que atraviesa el canal estatal.
El 15 de septiembre de 2014, Israel confirmaba su participación pese a los rumores de una posible retirada debido al cierre del canal estatal (IBA). Por el contrario, ese mismo día Líbano (TL), del que se rumoreaba un posible debut ante una probable retirada de Israel, confirmó que no participarían en esta edición. Cabe destacar que la nación del Oriente Medio planeaba su debut en el 2005, no obstante se retiró fuera del plazo debido a los conflictos políticos religiosos con Israel, lo que provocó que fuera vetado del festival por tres años.

### Debut de Australia

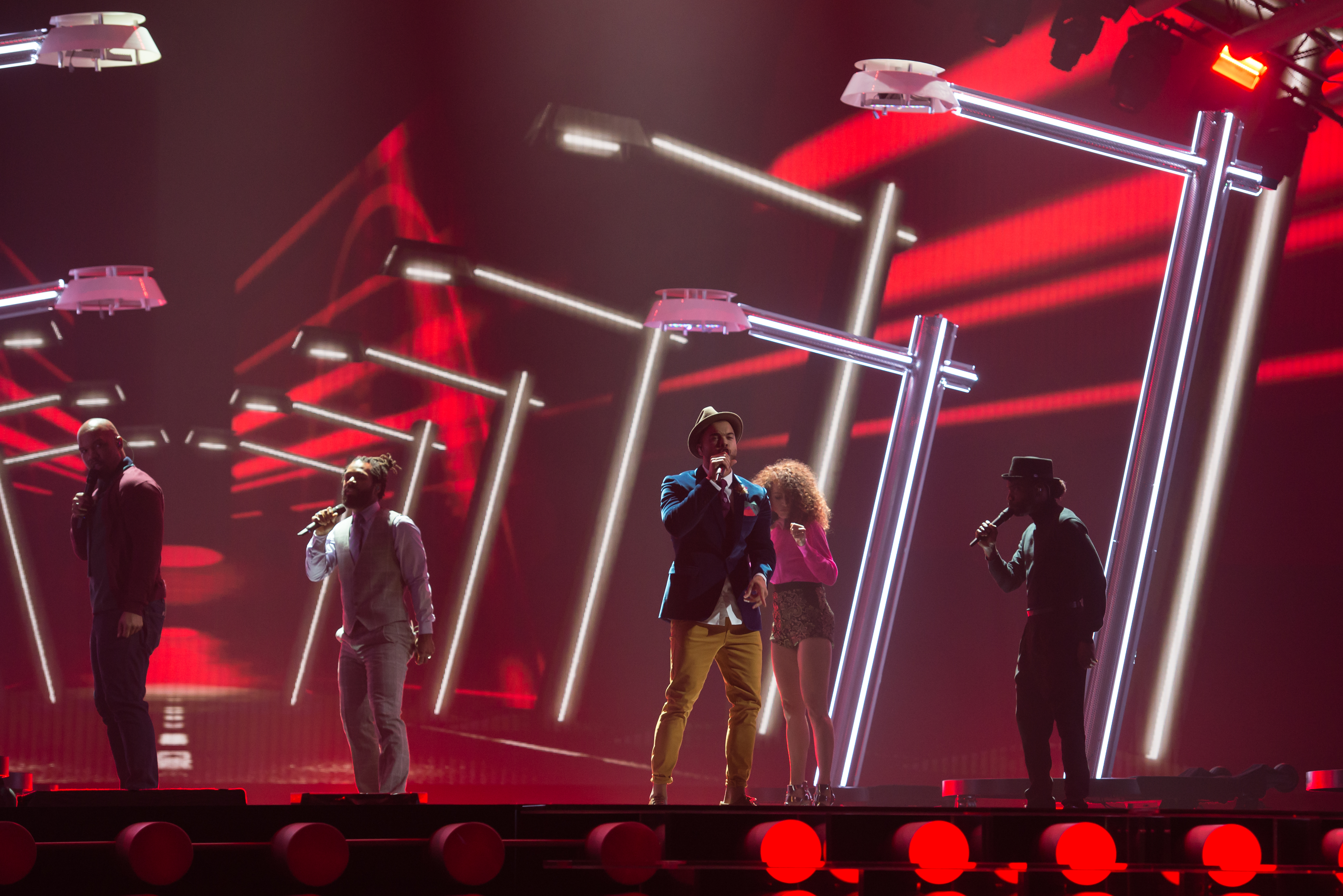
Guy Sebastian fue el primer representante de Australia en Eurovisión.

Con motivo del 60.º aniversario del festival, Australia participó en Eurovisión 2015. La UER y la ORF brindaron la oportunidad al país oceánico de participar y votar en la Gran Final de la sexagésima edición del certamen, bajo las mismas condiciones que el resto de delegaciones; esto debido a la «larga tradición» de la televisión australiana SBS retransmitiendo el concurso y a la existencia de un «público fiel a Eurovisión» en el país, con un promedio de 2,7 millones de telespectadores. La SBS ha emitido el certamen en Australia durante más de 30 años, desde 1983. Aunque no es el primer país no europeo en concursar, sí es el primero en la historia que participa sin ser miembro activo de la UER. Australia, en principio, solo participó en el certamen esta ocasión, salvo acuerdo en contrario.
La televisión pública australiana SBS seleccionó a su representante bajo su criterio, al igual que el resto de países. Asimismo, se clasificó directamente para la Gran Final del sábado 23 de mayo. Para no reducir las oportunidades de los semifinalistas de clasificarse para la final, y debido a la participación excepcional de Australia se decidió aumentar la plaza de 26 finalistas a la cifra de 27. Por tanto, Australia pudo ser votada por el resto de participantes en la final, y pudo votar en ambas semifinales y en la final. 
En el caso de que el país oceánico hubiese ganado en su debut, en vista de su lejanía geográfica, se acordó que el Festival de Eurovisión 2016 se hubiese celebrado en una ciudad europea, organizado conjuntamente por la emisora australiana SBS y una televisión miembro de la UER, y en este caso el país habría estado automáticamente invitado a participar por segundo año consecutivo.
Cabe destacar que el director general de la ORF Alexander Wrabetz, indicó que esta decisión había sido tomada porque «Eurovisión ha demostrado en su historia ser el mayor evento de entretenimiento del mundo, con la participación de Australia [...] hemos conseguido alcanzar un nuevo concepto global y construir otro puente en el 60.º aniversario, un puente que se expande por todo el planeta comenzando en el corazón de Europa», en clara alusión a la expansión y reconocimiento internacional de la marca Eurovisión.

### Canciones y selección
| País y TV             | Título original de la canción    | Artista                            | Proceso y fecha de selección                                                                  |
| País y TV             | Traducción al español            | Idiomas                            | Proceso y fecha de selección                                                                  |
| --------------------- | -------------------------------- | ---------------------------------- | --------------------------------------------------------------------------------------------- |
| Albania RTSH          | «I'm Alive»                      | Elhaida Dani                       | Festivali i Këngës 53, 28-12-2014 (Presentación de la canción, 15-03-2015)                    |
| Albania RTSH          | Estoy viva                       | Inglés                             | Festivali i Këngës 53, 28-12-2014 (Presentación de la canción, 15-03-2015)                    |
| Alemania NDR          | «Black Smoke»                    | Ann Sophie                         | Unser Song für Österreich, 05-03-2015                                                         |
| Alemania NDR          | Humo negro                       | Inglés                             | Unser Song für Österreich, 05-03-2015                                                         |
| Armenia AMPTV         | «Face the Shadow»                | Genealogy                          | Presentación de la canción, 12-03-2015 (Artistas y canción elegidos internamente, 11-02-201   |
| Armenia AMPTV         | Enfréntate a la sombra           | Inglés                             | Presentación de la canción, 12-03-2015 (Artistas y canción elegidos internamente, 11-02-201   |
| Australia SBS         | «Tonight Again»                  | Guy Sebastian                      | Presentación de la canción, 16-03-2015 (Artista y canción elegidos internamente, 04-03-2015)  |
| Australia SBS         | De nuevo esta noche              | Inglés                             | Presentación de la canción, 16-03-2015 (Artista y canción elegidos internamente, 04-03-2015)  |
| Austria ORF           | «I Am Yours»                     | The Makemakes                      | Wer singt für Österreich?, 13-03-2015                                                         |
| Austria ORF           | Soy tuyo                         | Inglés                             | Wer singt für Österreich?, 13-03-2015                                                         |
| Azerbaiyán İctimai    | «Hour of the Wolf»               | Elnur Hüseynov                     | Elección interna, 15-03-2015                                                                  |
| Azerbaiyán İctimai    | La hora del lobo                 | Inglés                             | Elección interna, 15-03-2015                                                                  |
| Bélgica RTBF          | «Rhythm Inside»                  | Loïc Nottet                        | Presentación de la canción, 10-03-2015 (Artista y canción elegidos internamente, 03-11-2014)  |
| Bélgica RTBF          | Ritmo interior                   | Inglés                             | Presentación de la canción, 10-03-2015 (Artista y canción elegidos internamente, 03-11-2014)  |
| Bielorrusia BTRC      | «Time»                           | Uzari & Maimuna                    | Eurofest, 26-12-2014                                                                          |
| Bielorrusia BTRC      | Tiempo                           | Inglés                             | Eurofest, 26-12-2014                                                                          |
| Chipre CyBC           | «One Thing I Should Have Done»   | John Karayiannis                   | Eurovision Song Project, 01-02-2015                                                           |
| Chipre CyBC           | Una cosa que debería haber hecho | Inglés                             | Eurovision Song Project, 01-02-2015                                                           |
| Dinamarca DR          | «The Way You Are»                | Anti Social Media                  | Dansk Melodi Grand Prix 2015, 07-02-2015                                                      |
| Dinamarca DR          | Tu forma de ser                  | Inglés                             | Dansk Melodi Grand Prix 2015, 07-02-2015                                                      |
| Eslovenia RTVSLO      | «Here for You»                   | Maraaya                            | EMA 2015, 28-02-2015                                                                          |
| Eslovenia RTVSLO      | Aquí para ti                     | Inglés                             | EMA 2015, 28-02-2015                                                                          |
| España TVE            | «Amanecer»                       | Edurne                             | Elección interna, 01-03-2015                                                                  |
| España TVE            | -                                | Español                            | Elección interna, 01-03-2015                                                                  |
| Estonia ERR           | «Goodbye to Yesterday»           | Elina Born & Stig Rästa            | Eesti Laul 2015, 21-02-2015                                                                   |
| Estonia ERR           | Adiós al ayer                    | Inglés                             | Eesti Laul 2015, 21-02-2015                                                                   |
| Finlandia YLE         | «Aina mun pitää»                 | Pertti Kurikan Nimipäivät          | UMK 2015, 28-02-2015                                                                          |
| Finlandia YLE         | Siempre que me toca              | Finés                              | UMK 2015, 28-02-2015                                                                          |
| Francia France TV     | «N'oubliez pas»                  | Lisa Angell                        | Elección interna, 23-01-2015                                                                  |
| Francia France TV     | No olvidéis                      | Francés                            | Elección interna, 23-01-2015                                                                  |
| Georgia GPB           | «Warrior»                        | Nina Sublatti                      | Selección nacional, 14-01-2015                                                                |
| Georgia GPB           | Guerrera                         | Inglés                             | Selección nacional, 14-01-2015                                                                |
| Grecia NERIT          | «One Last Breath»                | Maria Elena Kyriakou               | Eurosong 2015 - a MAD Show, 04-03-2015                                                        |
| Grecia NERIT          | Un último suspiro                | Inglés                             | Eurosong 2015 - a MAD Show, 04-03-2015                                                        |
| Hungría MTV           | «Wars for Nothing»               | Boggie                             | A Dal 2015, 28-02-2015                                                                        |
| Hungría MTV           | Guerras en vano                  | Inglés                             | A Dal 2015, 28-02-2015                                                                        |
| Irlanda RTÉ           | «Playing With Numbers»           | Molly Sterling                     | Eurosong 2015, 27-02-2015                                                                     |
| Irlanda RTÉ           | Jugando con números              | Inglés                             | Eurosong 2015, 27-02-2015                                                                     |
| Islandia RÚV          | «Unbroken»                       | María Ólafsdóttir                  | Söngvakeppnin Sjónvarpsins 2015, 14-02-2015                                                   |
| Islandia RÚV          | Intacta                          | Inglés                             | Söngvakeppnin Sjónvarpsins 2015, 14-02-2015                                                   |
| Israel IBA            | «Golden Boy»                     | Nadav Guedj                        | The Next Star, 17-02-2015 (Presentación de la canción, 12-03-2015)                            |
| Israel IBA            | Chico de oro                     | Inglés y [español]-]               | The Next Star, 17-02-2015 (Presentación de la canción, 12-03-2015)                            |
| Italia RAI            | «Grande Amore»                   | Il Volo                            | Festival de la Canción de San Remo 2015, 14-02-2015                                           |
| Italia RAI            | Gran amor                        | Italiano                           | Festival de la Canción de San Remo 2015, 14-02-2015                                           |
| Letonia LTV           | «Love Injected»                  | Aminata                            | Supernova 2015, 22-02-2015                                                                    |
| Letonia LTV           | Amor inyectado                   | Inglés                             | Supernova 2015, 22-02-2015                                                                    |
| Lituania LRT          | «This Time»                      | Monika Linkyté & Vaidas Baumila    | Eurovizijos 2015 (Gala elección artista), 21-02-2015 (Gala elección canción, 14-02-2015)      |
| Lituania LRT          | Esta vez                         | Inglés                             | Eurovizijos 2015 (Gala elección artista), 21-02-2015 (Gala elección canción, 14-02-2015)      |
| Macedonia (ARY) MKRTV | «Autumn leaves»                  | Daniel Kajmakoski                  | Skopje Fest 2015, 12-11-2014                                                                  |
| Macedonia (ARY) MKRTV | Hojas de otoño                   | Inglés                             | Skopje Fest 2015, 12-11-2014                                                                  |
| Malta PBS             | «Warrior»                        | Amber                              | Malta Eurovision Song Contest 2015, 22-11-2014                                                |
| Malta PBS             | Guerrera                         | Inglés                             | Malta Eurovision Song Contest 2015, 22-11-2014                                                |
| Moldavia TRM          | «I Want Your Love»               | Eduard Romanyuta                   | O Melodie Pentru Europa 2015 , 28-02-2015,                                                    |
| Moldavia TRM          | Quiero tu amor                   | Inglés                             | O Melodie Pentru Europa 2015 , 28-02-2015,                                                    |
| Montenegro RTCG       | «Adio»                           | Knez                               | Presentación de la canción, 17-03-2015 (Artista y canción elegidos internamente, 31-10-2014)  |
| Montenegro RTCG       | Adiós                            | Montenegrino                       | Presentación de la canción, 17-03-2015 (Artista y canción elegidos internamente, 31-10-2014)  |
| Noruega NRK           | «A Monster Like Me»              | Mørland & Debrah Scarlett          | Melodi Grand Prix 2015, 14-03-2015                                                            |
| Noruega NRK           | Un monstruo como yo              | Inglés                             | Melodi Grand Prix 2015, 14-03-2015                                                            |
| Países Bajos AVROTROS | «Walk Along»                     | Trijntje Oosterhuis                | Presentación de la canción, 11-12-2014 (Artista y canción elegidos internamente, 08-11-2014)  |
| Países Bajos AVROTROS | Caminar                          | Inglés                             | Presentación de la canción, 11-12-2014 (Artista y canción elegidos internamente, 08-11-2014)  |
| Polonia TVP           | «In The Name of Love»            | Monika Kuszyńska                   | Eurowizja 2015 09-03-2015                                                                     |
| Polonia TVP           | En el nombre del amor            | Inglés                             | Eurowizja 2015 09-03-2015                                                                     |
| Portugal RTP          | «Há um mar que nos separa»       | Leonor Andrade                     | Festival da Canção 2015, 07-03-2015                                                           |
| Portugal RTP          | Hay un mar que nos separa        | Portugués                          | Festival da Canção 2015, 07-03-2015                                                           |
| Reino Unido BBC       | «Still in Love With You»         | Electro Velvet                     | Elección interna, 07-03-2015                                                                  |
| Reino Unido BBC       | Sigo enamorado de ti             | Inglés                             | Elección interna, 07-03-2015                                                                  |
| República Checa ČT    | «Hope Never Dies»                | Marta Jandová & Václav Noid Bárta  | Presentación de la canción, 10-03-2015 (Artistas y canción elegidos internamente, 01-02-2015) |
| República Checa ČT    | La esperanza nunca muere         | Inglés                             | Presentación de la canción, 10-03-2015 (Artistas y canción elegidos internamente, 01-02-2015) |
| Rumania TVR           | «De la capăt (All Over Again)»   | Voltaj                             | Selectia Naţională 2015, 08-03-2015                                                           |
| Rumania TVR           | Todo de nuevo                    | Rumano e inglés                    | Selectia Naţională 2015, 08-03-2015                                                           |
| Rusia C1R             | «A Million Voices»               | Polina Gagarina                    | Presentación de la canción, 15-03-2015 (Artista y canción elegidas internamente, 09-03-2015)  |
| Rusia C1R             | Un millón de voces               | Inglés                             | Presentación de la canción, 15-03-2015 (Artista y canción elegidas internamente, 09-03-2015)  |
| San Marino SMRTV      | «Chain of Lights»                | Michele Perniola & Anita Simoncini | Presentación de la canción, 16-03-2015 (Artistas y canción elegidos internamente, 27-11-2014) |
| San Marino SMRTV      | Cadena de luces                  | Inglés                             | Presentación de la canción, 16-03-2015 (Artistas y canción elegidos internamente, 27-11-2014) |
| Serbia RTS            | «Beauty Never Lies»              | Bojana Stamenov                    | Odbrojavanje za Beč ,15-02-2015                                                               |
| Serbia RTS            | La belleza nunca miente          | Inglés                             | Odbrojavanje za Beč ,15-02-2015                                                               |
| Suecia SVT            | «Heroes»                         | Måns Zelmerlöw                     | Melodifestivalen 2015, 14-03-2015                                                             |
| Suecia SVT            | Héroes                           | Inglés                             | Melodifestivalen 2015, 14-03-2015                                                             |
| Suiza SRG SSR         | «Time to Shine»                  | Mélanie René                       | Die Große Entscheidungsshow 2015, 31-01-2015                                                  |
| Suiza SRG SSR         | Hora de brillar                  | Inglés                             | Die Große Entscheidungsshow 2015, 31-01-2015                                                  |

1. ↑  Albania: «Diell», la canción ganadora del Festivali i Këngës 53 y que iba a representar al país en el certamen tuvo que ser cambiada por «I'm alive» debido a una «decisión personal e irrevocable del autor», según un comunicado oficial.[57]
2. ↑  Alemania: Andreas Kümmert con la canción «Heart of stone» resultó ganador de la final nacional Unser Song für Österreich, pero tras conocerse el resultado, en una situación sin precedentes, renunció en vivo a representar a Alemania en Eurovisión y cedió el puesto a la segunda clasificada Ann Sophie.[61]
3. ↑  Armenia: La canción se presentó en un principio con el título «Don't deny» («No niegues»), pero tras un acuerdo entre la AMPTV y la UER se le cambió el título para «eliminar cualquier sugestión de intención política», relacionada con el genocidio armenio.[64]
4. ↑  6Finlandia: «Aina mun pitää», es considerada la canción más corta de la historia del Festival de Eurovisión con apenas 1:25 (un minuto y veinticinco segundos) de duración; y además es la primera canción de estilo punk que se canta en el festival.[96][97]
5. ↑  Israel: Por primera vez en su historia, desde su debut en la edición de 1973, el país hebreo cantará íntegramente su tema en inglés.[117]
6. ↑  Serbia: Por primera vez en su historia, desde su debut como Estado independiente en la edición de 2007, Serbia abandona su tradición de cantar sus temas exclusivamente en serbio, eligiendo este año hacerlo en inglés. Serbia era el último país participante no anglófono que jamás había cantado en otro idioma que no fuera el nacional.[167]

#### Artistas que regresan

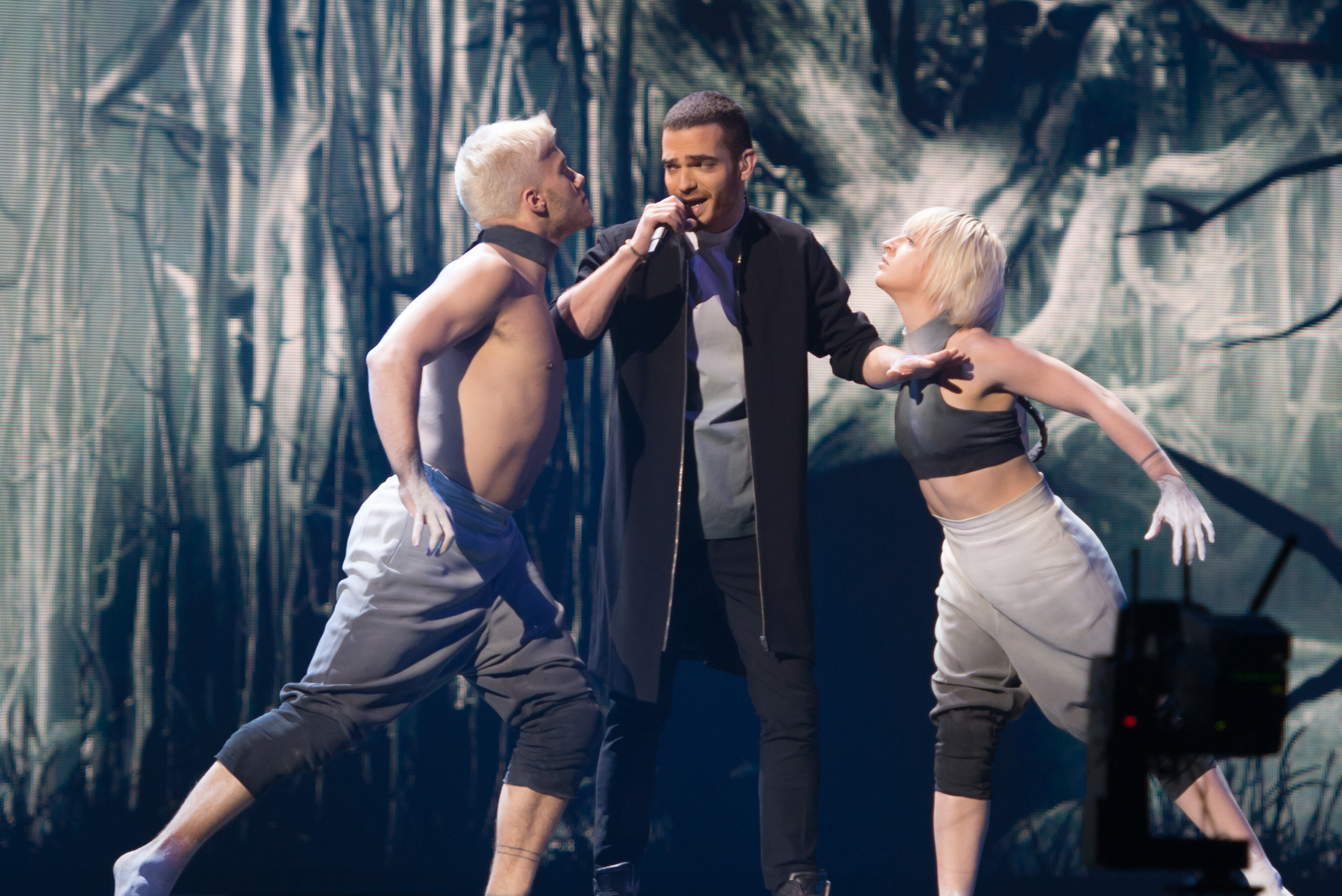
Elnur Hüseynov regresa al festival representando nuevamente a Azerbaiyán.

- Inga Arshakyan: En la edición 2009 representó a Armenia a dúo junto con su hermana Anush, alcanzando en ese entonces la décima posición, y en 2015 regresa como miembro del grupo Genealogy.
- Elnur Hüseynov: Representó a Azerbaiyán en su debut en el 2008 a dúo junto a Samir Javadzadeh, alcanzando en ese entonces la octava posición, en 2015 regresa como solista.
- Nicolas Dorian: Representó a Bélgica en el Festival de la Canción de Eurovisión 2011, con el grupo Witloof Bay, quedando en la posición número 11 en la semifinal 2 con 53 puntos. Y ahora participa como corista de Loïc Nottet.
- Uzari: Participó como corista de Anastasia Vinnikova en la edición 2011, formando parte de la delegación bielorrusa.
- Raay: Participó como corista en la puesta en escena de su país en la edición anterior con la canción «Spet (Round and Round)» de Tinkara Kovač quedando en la posición número 25.
- Hera Björk: Representó a Islandia en el Festival de la Canción de Eurovisión 2010, quedando en la posición número 19 en la gran final con 41 puntos. Y ahora participa como corista de María Ólafsdóttir.
- Amber: En la edición 2012, fue parte de la delegación maltesa al ser corista de Kurt Calleja.
- Michele Perniola y Anita Simoncini: Representaron a San Marino en el Festival de la Canción de Eurovisión Junior 2013 y 2014 (respectivamente), el primero como solista y la segunda como parte de la banda The Peppermints.

#### Autores destacados

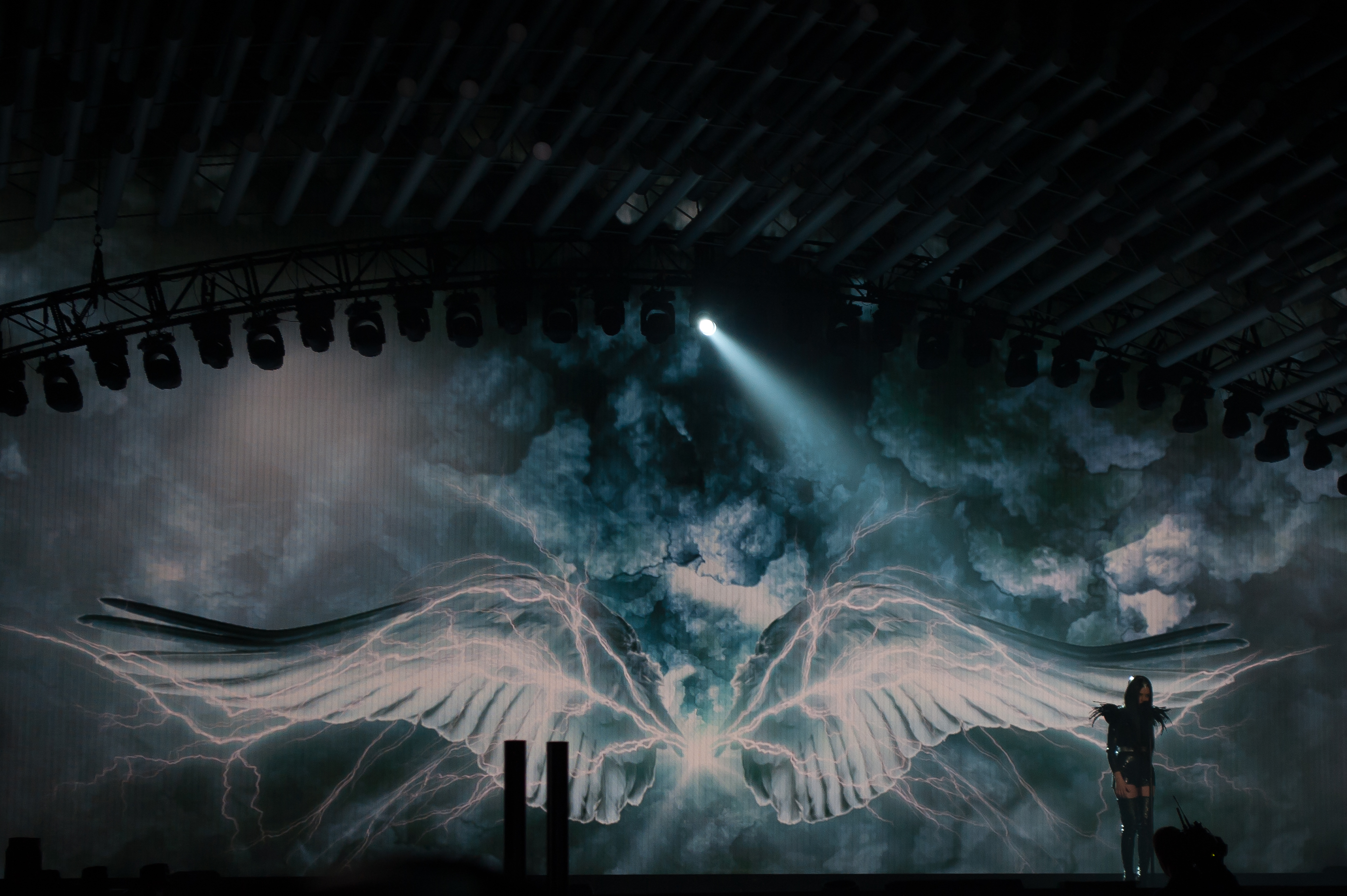
Nina Sublatti de Georgia interpretando una canción de Thomas G:son, «Warrior».

Entre las 40 canciones en esta edición, hay seis compuestos por autores de temas ganadores de Eurovisión. Una vez más participa Ralph Siegel, considerado el autor más prolífico de la historia del festival con un total de 23 temas presentados, como coautor de la canción de San Marino junto a Bernd Meinunger; ambos ganaron en 1982 por Alemania con «Ein bißchen Frieden». La canción canción española tiene entre sus autores a los suecos Thomas G:son y Peter Boström, ganadores de la edición 2012 con «Euphoria»; a ellos se les suma en el equipo Tony Sánchez-Ohlsson, coautor de las propuestas españolas de 2007 y 2012. G:son compite también en esta edición con los temas de España y Georgia de este año, Thomas G:son suma diez participaciones en el certamen. Por otro lado, la canción de Serbia tiene como compositor a Vladimir Graić, coautor del tema ganador de la edición 2007 «Molitva», mientras que la letra es de Charlie Mason, coautor del tema ganador de la edición 2014 «Rise Like a Phoenix». Mason participa también como letrista de la canción eslovena. Por último, la canción de Azerbaiyán fue escrita entre otros por Sandra Bjurman, coautora del tema ganador de la edición 2011, «Running Scared».
Dos de los temas están compuestos por artistas que han competido en Eurovisión. El tema montenegrino está compuesto por el serbio Željko Joksimović, quien como cantante y compositor consiguió el segundo puesto en la edición de 2004 y el tercer puesto en 2012; además de componer las entradas de Bosnia y Herzegovina en el 2006 y Serbia en el 2008. Asimismo, la canción neerlandesa está compuesta por la célebre cantante Anouk, quién representó a su país en el 2013. Es preciso mencionar que Raay, integrante de la banda Maraaya y representantes de Eslovenia para esta edición, escribió la entrada de su país para la edición 2014; y junto con su esposa Marjetka Vovk, vocalista de dicha banda, fueron escritores y compositores de la canción «Nisi sam/Your Light» interpretada por Ula Ložar para el Festival de la Canción de Eurovisión Junior 2014.

Por otro lado, fuera del ámbito eurovisivo se encuentra Ella Eyre, cantante y compositora británica colaboradora de Rudimental, quien es coautora del tema alemán. Y, por último, Robert Goldman, autor de la composición francesa, quien ha escrito varios sencillos para las famosas cantantes Patricia Kaas, Natasha Saint-Pier y Céline Dion (las dos primeras representantes de Francia en 2001 y 2009 respectivamente, y la última, ganadora por Suiza en 1988).

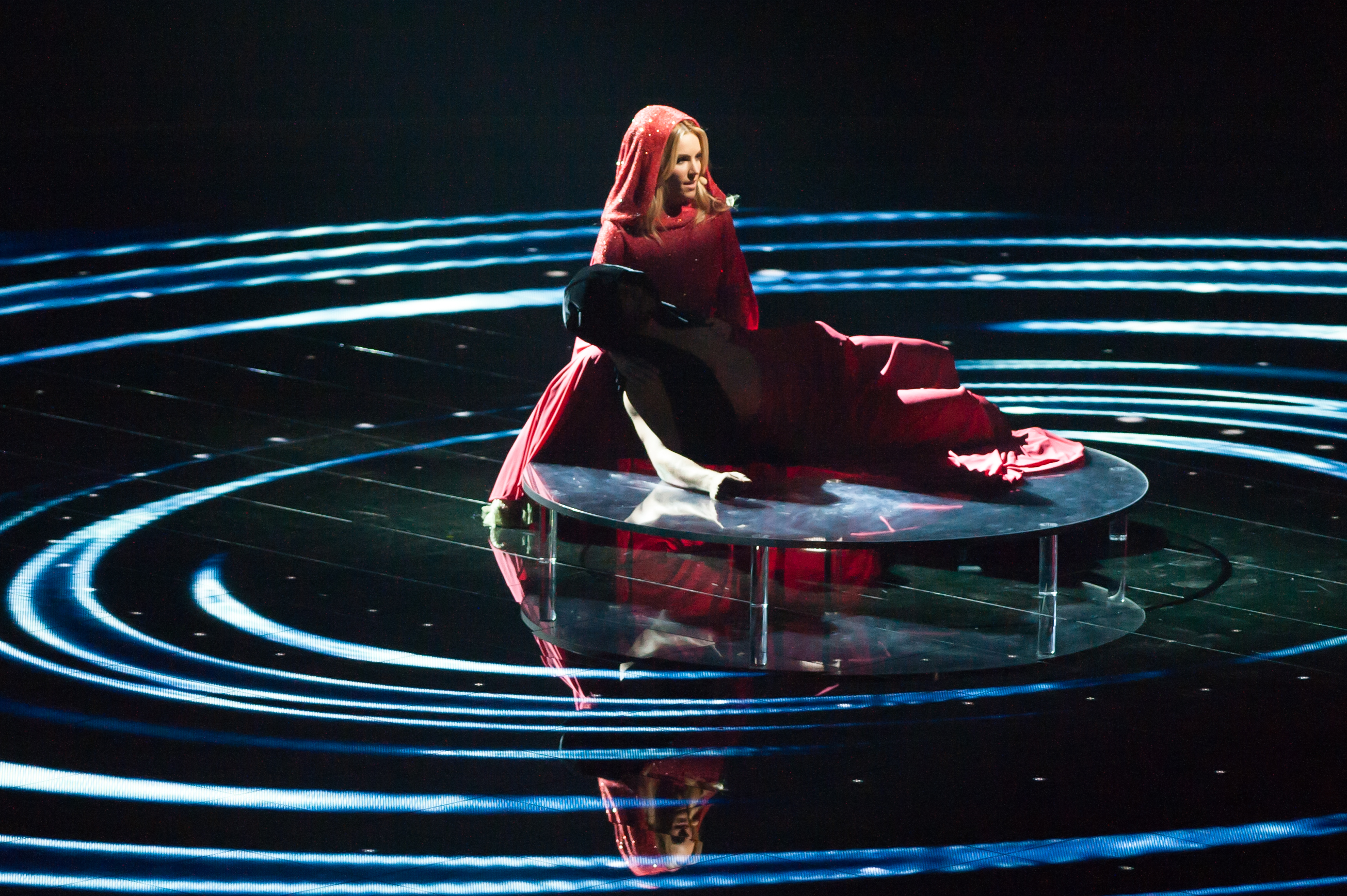
Edurne de España interpretando su canción en su idioma oficial.

#### Idiomas
De los 40 temas participantes, 33 fueron interpretados íntegramente en inglés, mientras que 6 utilizaron únicamente idiomas propios, distintos del inglés. Entre estos últimos, se encuentra el español, italiano, francés, finés, montenegrino y portugués. Mientras que Rumanía fue el único país bilingüe al utilizar su idioma nativo, el rumano y el inglés. Cabe destacar que por primera vez en su historia dentro del Festival, desde su debut en 1973, Israel cantó íntegramente en inglés dejando de lado el hebreo; y por su parte, Serbia, desde su debut en el 2007, cantó por primera vez en inglés, dejando de lado el serbio.

### Sorteo de semifinales
Los componentes del Big Five (Alemania, España, Francia, Italia y Reino Unido), Australia y el anfitrión Austria tuvieron garantizado su pase a la final de Eurovisión 2015 que se celebró el 23 de mayo. 
Los otros 33 países tuvieron que ganarse este puesto en la semifinal. 16 de ellos se enfrentaron en la primera semifinal del 19 de mayo mientras que los otros 17 restantes hicieron lo propio el 21 de mayo. Los diez más votados de cada semifinal consiguieron el pase a la gran final. El sorteo para decidir en que semifinal actuaría cada candidatura y en qué mitad (primera mitad o segunda mitad) se llevó a cabo el 26 de enero de 2015; para ello los países participantes fueron repartidos en cinco bombos en razón a su ubicación geográfica y tendencia en las votaciones.
| Bombo 1                                                                       | Bombo 2                                                                   | Bombo 3                                                                    | Bombo 4                                                           | Bombo 5                                                               |
| ----------------------------------------------------------------------------- | ------------------------------------------------------------------------- | -------------------------------------------------------------------------- | ----------------------------------------------------------------- | --------------------------------------------------------------------- |
| - Albania - Macedonia (ARY) - Montenegro - Eslovenia - Suiza - Serbia - Malta | - Dinamarca - Finlandia - Estonia - Noruega - Suecia - Islandia - Letonia | - Azerbaiyán - Bielorrusia - Georgia - Israel - Rusia - Armenia - Lituania | - Bélgica - Chipre - Grecia - Irlanda - Países Bajos - San Marino | - Hungría - Moldavia - Rumania - Portugal - Polonia - República Checa |

| 1.ª semifinal 19 de mayo de 2015                                               | 1.ª semifinal 19 de mayo de 2015                                   | 2.ª semifinal 21 de mayo de 2015                                              | 2.ª semifinal 21 de mayo de 2015                                         |
| ------------------------------------------------------------------------------ | ------------------------------------------------------------------ | ----------------------------------------------------------------------------- | ------------------------------------------------------------------------ |
| Grecia Macedonia (ARY) Estonia Países Bajos Moldavia Finlandia Bélgica Armenia | Serbia Dinamarca Bielorrusia Rumania Rusia Albania Georgia Hungría | Noruega Irlanda República Checa Lituania San Marino Malta Portugal Montenegro | Suiza Azerbaiyán Eslovenia Letonia Polonia Islandia Israel Chipre Suecia |
| Con derecho a voto: Australia Austria España Francia                           | Con derecho a voto: Australia Austria España Francia               | Con derecho a voto: Alemania Australia Italia Reino Unido                     | Con derecho a voto: Alemania Australia Italia Reino Unido                |

## Festival

### Semifinales
La primera semifinal se realizó el 19 de mayo de 2015 y la segunda el 21 de mayo de 2015. Los diez clasificados de cada semifinal se unieron en la Gran Final del sábado 23 de mayo, al país anfitrión Austria, al Big 5 (Alemania, España, Francia, Italia y Reino Unido) y Australia. 
Los productores de la televisión anfitriona ORF elaboraron, tras la aprobación del Grupo de Referencia y el supervisor ejecutivo de la UER Jon Ola Sand, el orden de actuación de las dos Semifinales y Final de esta edición, respetando el sorteo que determinó en qué parte de la gala actuará cada país (primera mitad o segunda mitad) ¡.

#### Semifinal 1

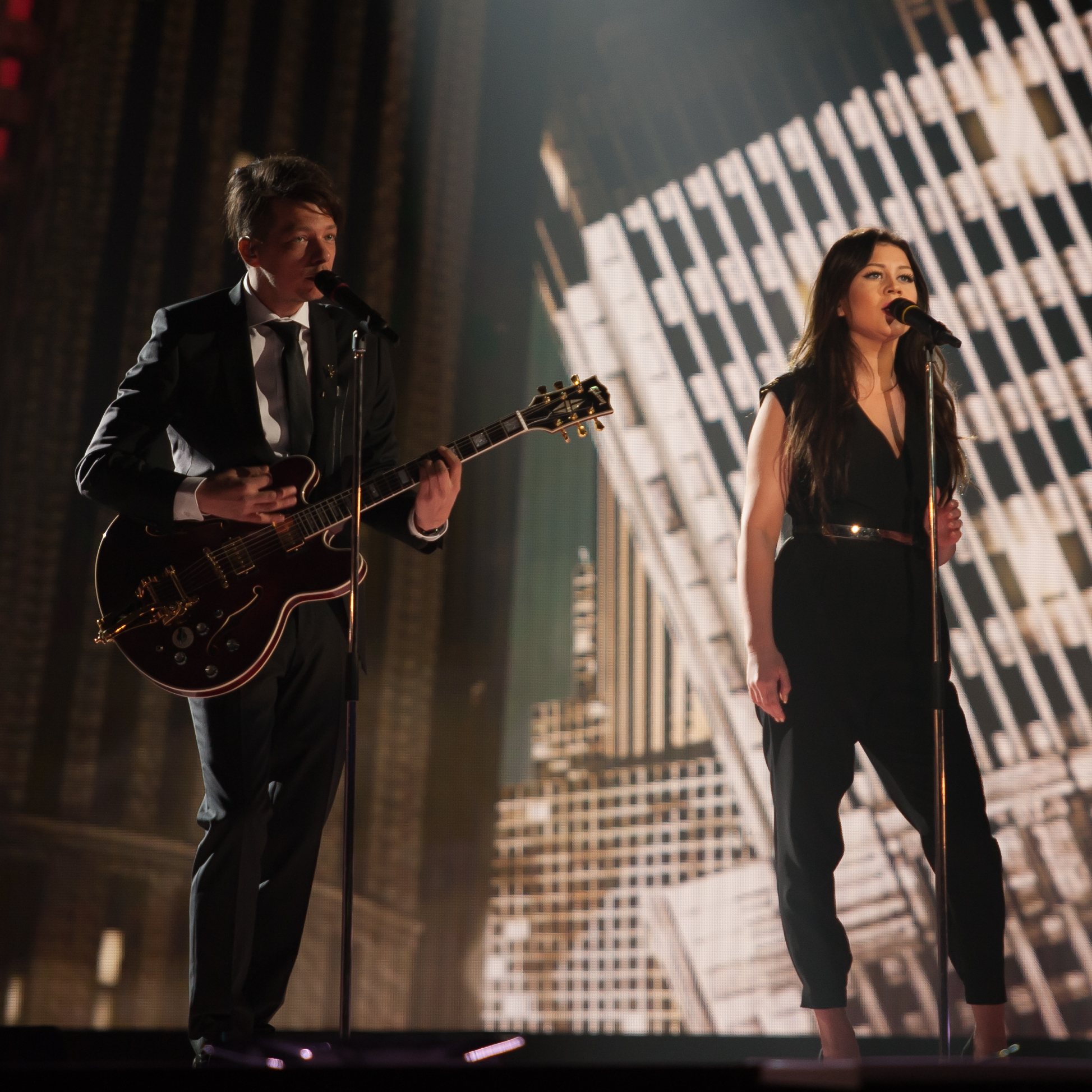
La balada pop de «Goodbye to yesterday» de Elina Born & Stig Rästa consiguió la clasificación de Estonia.

La primera semifinal del Festival de la Canción de Eurovisión 2015, se celebró el martes 19 de mayo (21:00 horas CET). 16 países participaron en este evento, en busca de uno de los 10 puestos para la final. Un total de 20 países tuvieron derecho a voto en este semifinal: los 16 participantes más Australia, Austria, España y Francia, quienes ya se encontraban clasificados directamente a la final. Todos los países utilizaron el sistema mixto de votación (50% televoto y 50% jurado); no obstante, la UER y los auditores de PricewaterhouseCoopers decidieron que solo fuese contabilizado el televoto de Macedonia al cien por cien, dejando de lado el voto de los miembros de su jurado por haberse infringido las normas del festival. 

Una vez finalizado el certamen, se publicaron los resultados detallados de los diez clasificados y los demás países participantes que no lograron pasar a la Gran Final. La canción rusa «A million voices» de Polina Gagarina obtuvo el primer lugar en esta semifinal, con un total de 182 puntos, incluyendo 5 máximas puntuaciones y siendo la segunda victoria de este país en una semifinal. El segundo lugar fue para Bélgica con la canción «Rhythm inside» con 149 puntos y completando el podio, Estonia con el dúo compuesto por Elina Born & Stig Rästa con 105 puntos, igualando el mejor resultado histórico del país en semifinales.
Un acontecimiento relevante de esta semifinal fue la eliminación de Finlandia, uno de los principales favoritos para ganar el Festival, según diversas listas de casas de apuestas, así como la eliminación de Países Bajos, subcampeón de la edición 2014. Los otros eliminados fueron Moldavia, Dinamarca, Bielorrusia y Macedonia (ARY).

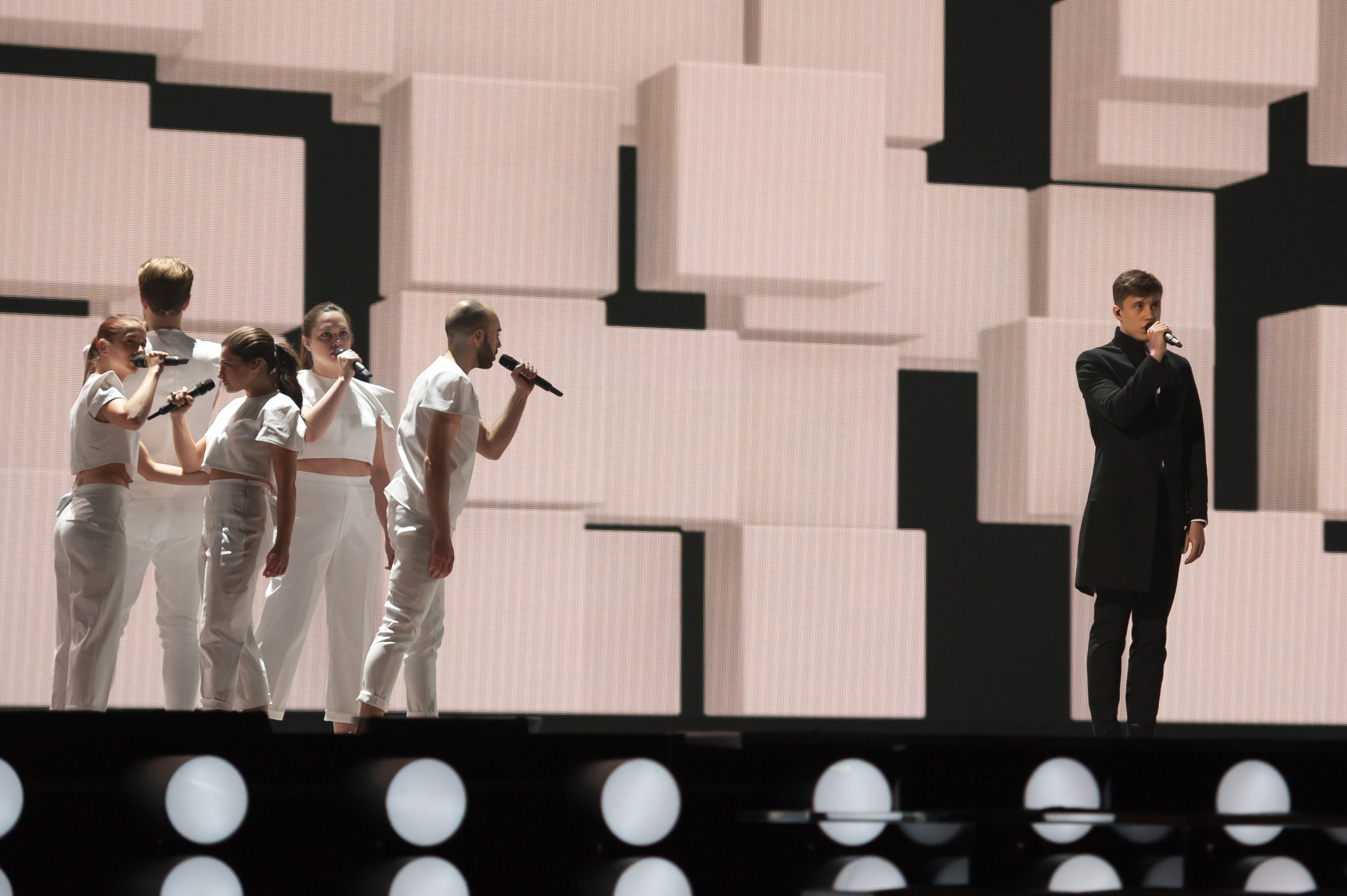
Loïc Nottet y su canción «Rhythm inside» consiguieron el pase de Bélgica a la Final.

| N.º | País            | Intérprete(s)             | Canción                | Lugar | Puntos |
| --- | --------------- | ------------------------- | ---------------------- | ----- | ------ |
| 01  | Moldavia        | Eduard Romanyuta          | «I want your love»     | 11    | 41     |
| 02  | Armenia         | Genealogy                 | «Face the shadow»      | 7     | 77     |
| 03  | Bélgica         | Loïc Nottet               | «Rhythm Inside»        | 2     | 149    |
| 04  | Países Bajos    | Trijntje Oosterhuis       | «Walk along»           | 14    | 33     |
| 05  | Finlandia       | Pertti Kurikan Nimipäivät | «Aina mun pitää»       | 16    | 13     |
| 06  | Grecia          | Maria Elena Kyriakou      | «One last breath»      | 6     | 81     |
| 07  | Estonia         | Elina Born & Stig Rästa   | «Goodbye to yesterday» | 3     | 105    |
| 08  | Macedonia (ARY) | Daniel Kajmakoski         | «Autumn leaves»        | 15    | 28     |
| 09  | Serbia          | Bojana Stamenov           | «Beauty never lies»    | 9     | 63     |
| 10  | Hungría         | Boggie                    | «Wars for nothing»     | 8     | 67     |
| 11  | Bielorrusia     | Uzari & Maimuna           | «Time»                 | 12    | 39     |
| 12  | Rusia           | Polina Gagarina           | «A million voices»     | 1     | 182    |
| 13  | Dinamarca       | Anti Social Media         | «The way you are»      | 13    | 33     |
| 14  | Albania         | Elhaida Dani              | «I'm alive»            | 10    | 62     |
| 15  | Rumanía         | Voltaj                    | «De la capăt»          | 5     | 89     |
| 16  | Georgia         | Nina Sublatti             | «Warrior»              | 4     | 98     |

#### Semifinal 2

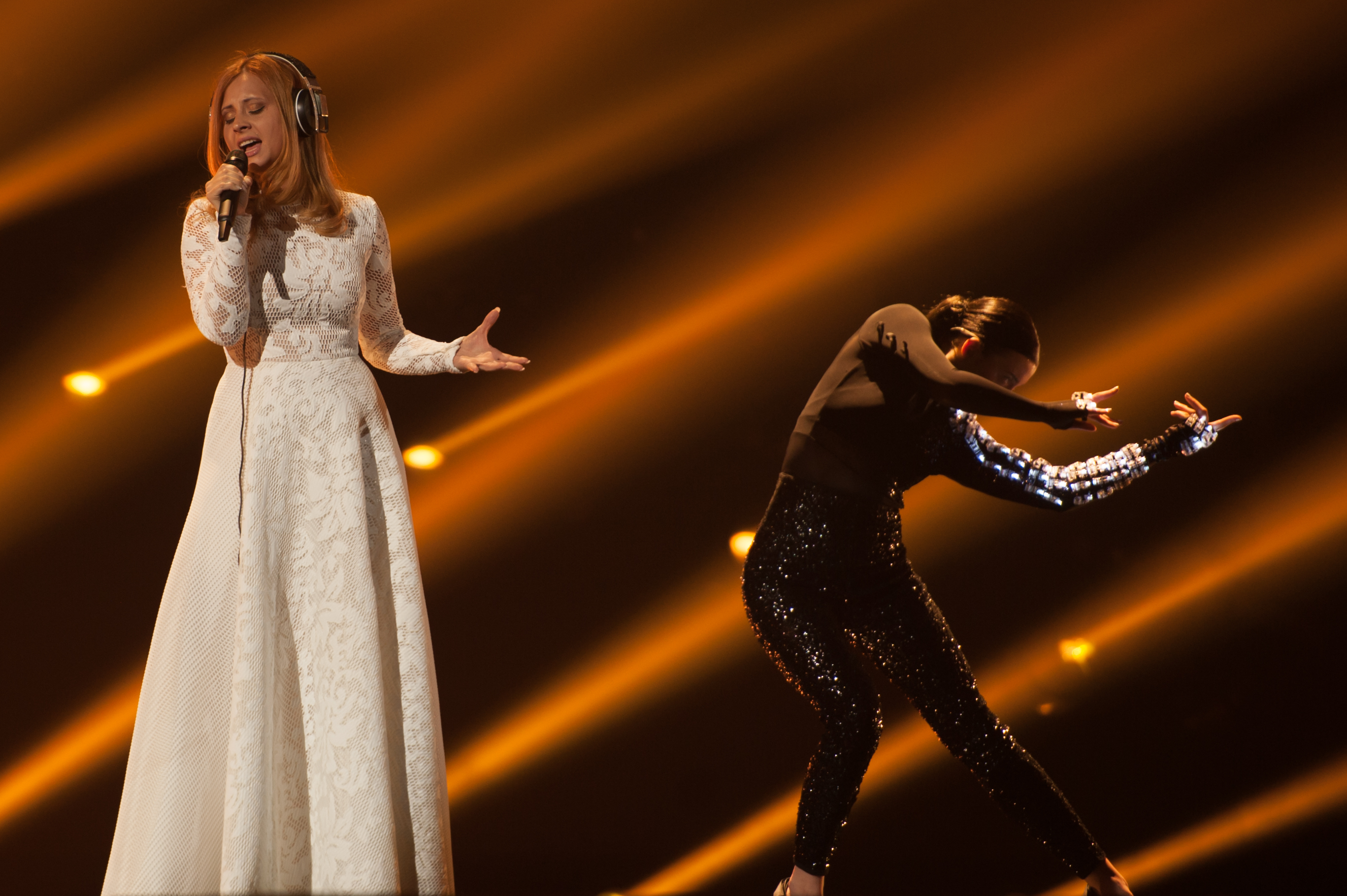
El grupo Maraaya cantando «Here for you», representando a Eslovenia.

La segunda semifinal del Festival de la Canción de Eurovisión 2015, se celebró el jueves 21 de mayo (21:00 horas CET). Un total de 17 países participaaron en este evento en busca de uno de los 10 puestos para la final. Un total de 21 países tuvieron derecho a voto en este semifinal: los 17 participantes más Alemania, Australia, Italia y Reino Unido, quienes ya se encuentran clasificados directamente a la final.  Todos los países utilizaron el sistema mixto de votación (50% televoto y 50% jurado); no obstante, la UER y los auditores de PricewaterhouseCoopers decidieron que solo sea contabilizado el televoto de Montenegro al cien por cien, dejando de lado el voto de los miembros de su jurado por haberse infringido las normas del festival; asimismo, San Marino solo utilizó el voto del jurado al no haberse superado el mínimo de televotos.
Una vez finalizado el certamen se publicaron los resultados detallados de los diez clasificados y los demás países participantes que no lograron pasar a la Gran Final. Suecia, con Måns Zelmerlöw y «Heroes», lograron el primer lugar con 217 puntos y un amplio margen de 62 puntos sobre el segundo lugar (el mayor hasta la fecha), convirtiéndose en la canción más exitosa en semifinales desde que se dividen en 2, superando a los 201 puntos de Noruega en 2009 y con 14 máximas puntuaciones, superó el récord de la mayor cantidad de puntuaciones máximas en una semifinal, que era de 9, que ostentaban 3 países hasta ese momento. Así, el país nórdico se convirtió en el país con más victorias en semifinales, al alcanzar 4 (previamente había ganado en 1996, 2011 y 2012, y que casualmente se trataron, las dos últimas, también de la semifinal del jueves).
Le siguieron en el podio Letonia e Israel, quienes lograron su mejor resultado histórico en una semifinal, además de lograr clasificarse a la Gran Final después de 6 y 4 años de ausencia, respectivamente. En cuarto y quinto lugar quedaron Noruega y Eslovenia, ambas favoritas por las casas de apuestas.
Por otro lado, un acontecimiento relevante en esta semifinal fue la eliminación de Islandia, país que según las casas de apuestas lograría entrar dentro de los mejores 10 en esta edición, rompiéndose así una racha de 8 años consecutivos en la final. Los otros eliminados fueron Malta, Irlanda, República Checa (país que pese a no clasificar tuvo su mejor resultado y puntuación de su historia), Portugal, San Marino y Suiza. 

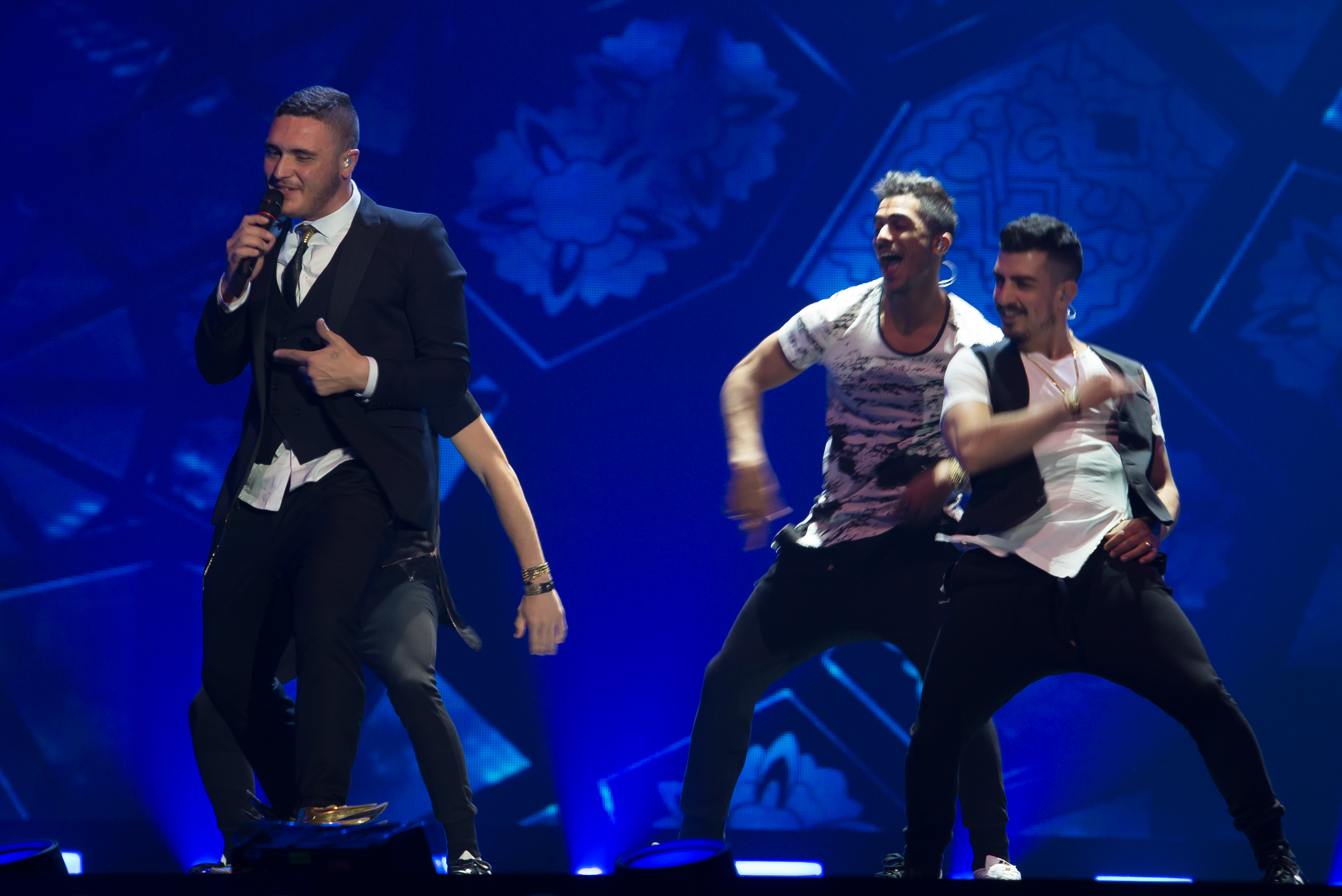
Después de 4 años Israel consigue clasificarse a la Final con Nadav Guedj y «Golden boy».

| N.º | País            | Intérprete(s)             | Canción                        | Lugar | Puntos |
| --- | --------------- | ------------------------- | ------------------------------ | ----- | ------ |
| 01  | Lituania        | Monika & Vaidas           | «This time»                    | 7     | 67     |
| 02  | Irlanda         | Molly Sterling            | «Playing with numbers»         | 12    | 35     |
| 03  | San Marino      | Michele & Anita           | «Chain of lights»              | 16    | 11     |
| 04  | Montenegro      | Knez                      | «Adio»                         | 9     | 57     |
| 05  | Malta           | Amber                     | «Warrior»                      | 11    | 43     |
| 06  | Noruega         | Mørland & Debrah Scarlett | «A monster like me»            | 4     | 123    |
| 07  | Portugal        | Leonor Andrade            | «Há um mar que nos separa»     | 14    | 19     |
| 08  | República Checa | Marta & Václav            | «Hope never dies»              | 13    | 33     |
| 09  | Israel          | Nadav Guedj               | «Golden boy»                   | 3     | 151    |
| 10  | Letonia         | Aminata                   | «Love injected»                | 2     | 155    |
| 11  | Azerbaiyán      | Elnur Hüseynov            | «Hour of the wolf»             | 10    | 53     |
| 12  | Islandia        | María Ólafsdóttir         | «Unbroken»                     | 15    | 14     |
| 13  | Suecia          | Måns Zelmerlöw            | «Heroes»                       | 1     | 217    |
| 14  | Suiza           | Mélanie René              | «Time to shine»                | 17    | 4      |
| 15  | Chipre          | John Karayiannis          | «One thing I should have done» | 6     | 87     |
| 16  | Eslovenia       | Maraaya                   | «Here for you»                 | 5     | 92     |
| 17  | Polonia         | Monika Kuszyńska          | «In the name of love»          | 8     | 57     |

### Final

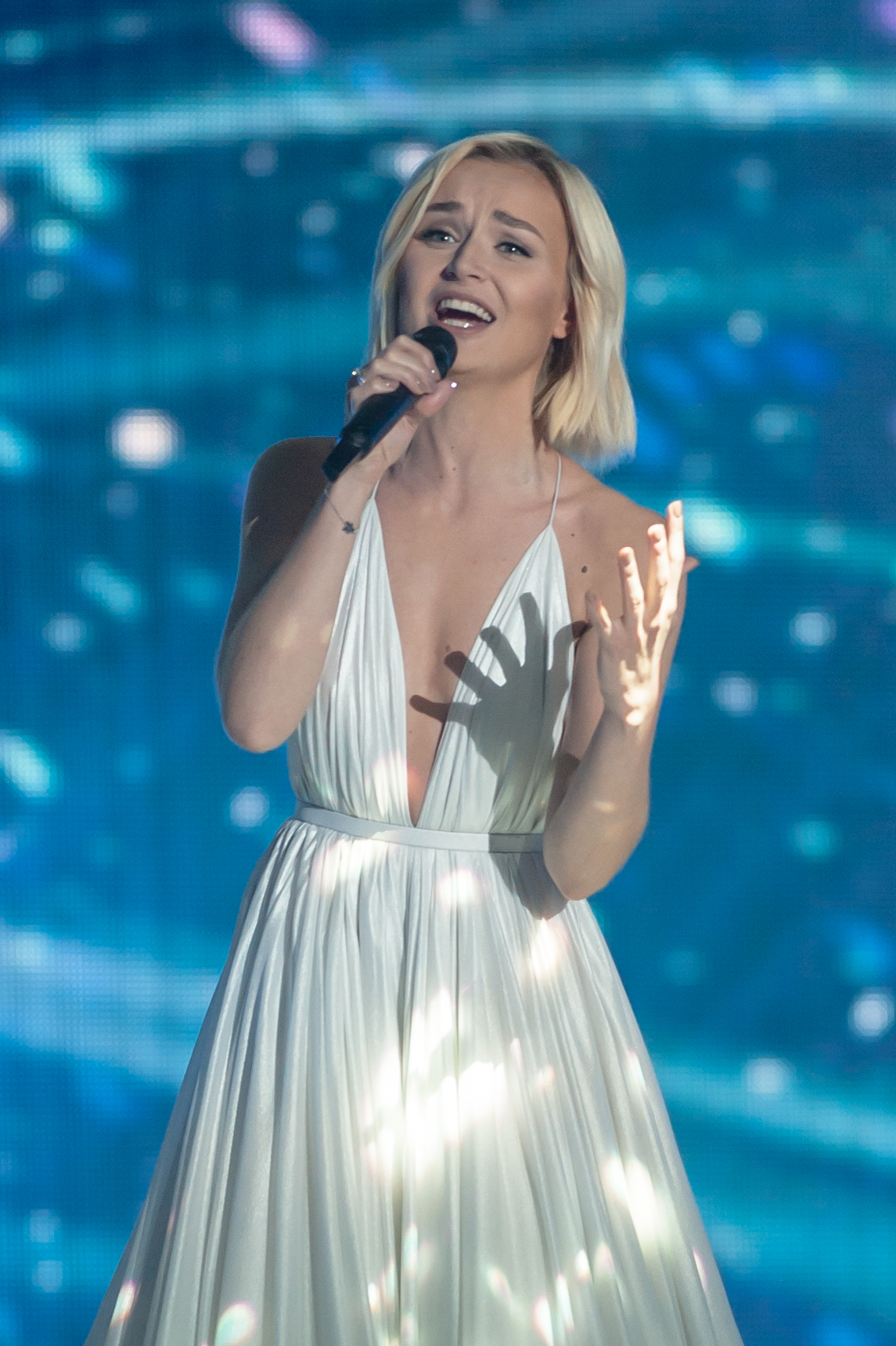
Polina Gagarina interpretando «A million voices», por Rusia.

La Gran Final de Eurovisión se celebró el sábado 23 de mayo de 2015 en el Wiener Stadthalle (21:00 horas CET) y estuvo compuesta por los 10 clasificados de la primera y segunda semifinal, el Big 5 (Alemania, España, Francia, Italia y Reino Unido), el país anfitrión Austria y, por primera vez en su historia de manera excepcional, el país invitado Australia. Es por ello que se decidió aumentar la plaza de 26 finalistas previstos a la cifra de 27, lo cual supuso un récord histórico de participantes en una final.
Tal como pasó con las semifinales, el orden de actuación en la Gran Final fue decidido por los productores tras conocerse la identidad de todos los 20 semifinalistas clasificados y determinarse por azar en qué mitad de la gala actuarán junto a los ya clasificados (primera mitad, del 1-13; o segunda mitad, del 14-27). No obstante, durante la reunión de delegaciones del 16 de marzo se decidió por sorteo que el anfitrión, Austria, actuase en la 14.ª posición.

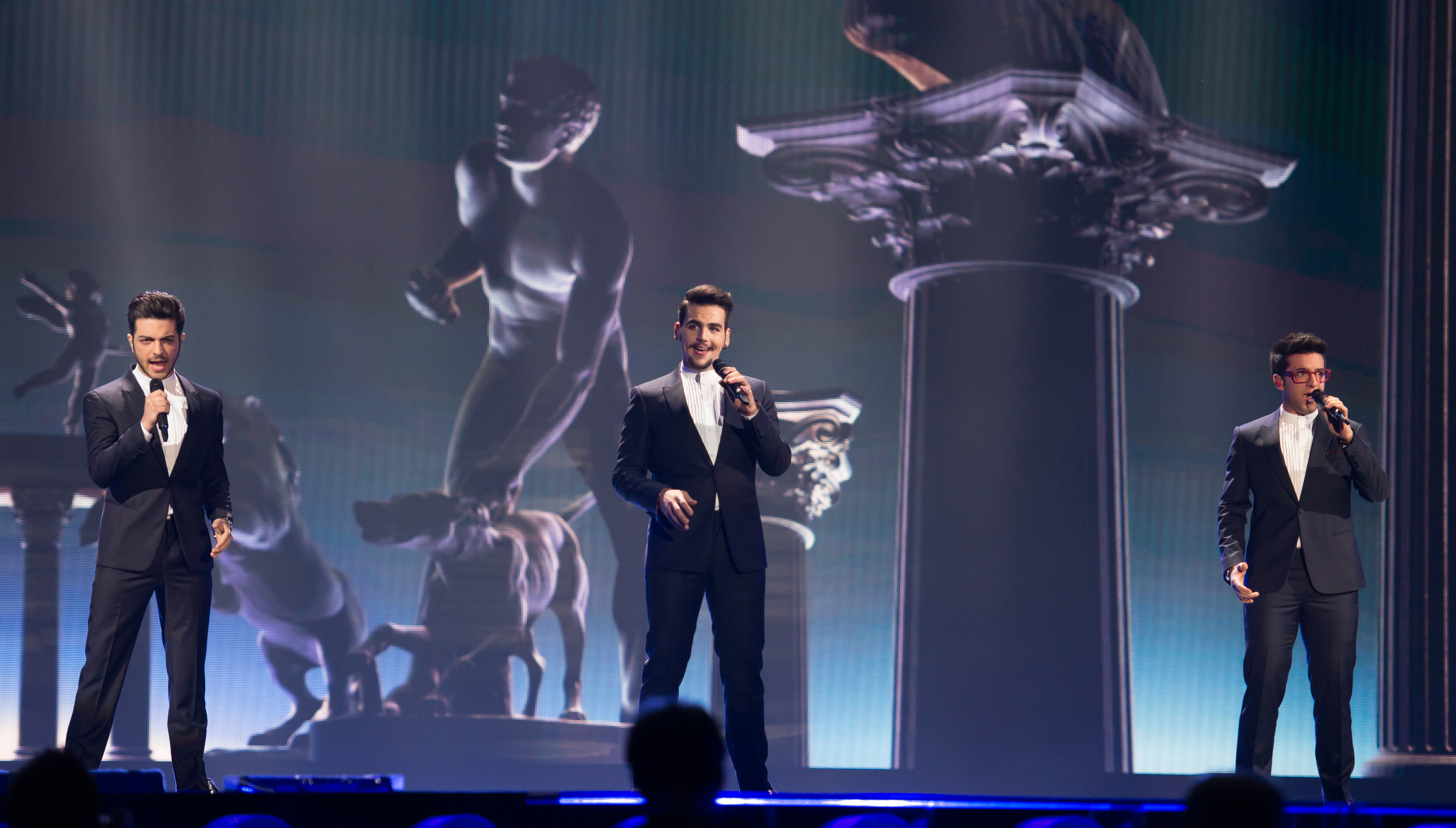
El famoso grupo italiano Il Volo interpretando «Grande Amore» durante la Gran Final.

Conchita Wurst como ganadora de la edición anterior abrió la gala cantando su canción ganadora «Rise Like a Phoenix» y «Building Bridges» junto a un coro de niños, las presentadores del festival y el rapero austriaco Left Boy.
Tras ello comenzó la actuación de los 27 países finalistas ante los más de 15.000 espectadores reunidos en el Wiener Stadthalle. Finalizadas las actuaciones y el «interval act» en el que actuó el percusionista austriaco Martin Grubinger, comenzaron las votaciones. A diferencia de lo ocurrido en años anteriores las votaciones fueron muy ajustadas entre tres países: Suecia, Italia y Rusia; siendo esta última la que encabezaba la tabla de votaciones durante casi todo el tiempo, no es sino hasta los últimos 10 países votantes, cuando Suecia logra pasarlo y despuntarse casi al final. Finalmente, sería el cantante sueco Måns Zelmerlöw quien se proclamara ganador de la 60.ª edición del Festival con su canción «Heroes». El tema sueco, que obtuvo 365 puntos, permitió que el estado escandinavo obtuviera su sexta victoria en el festival (los otros fueron en 1974 con ABBA, 1984 con Herreys, 1991 con Carola, 1999 con Charlotte Perrelli y 2012 con Loreen); siendo votado por todos los países sin excepción, consiguiendo 12 máximas puntuaciones. Rusia, con Polina Gagarina y «A million voices», quedó en segunda posición con 303 puntos, siendo la cuarta vez que este país logra el segundo puesto (2000, 2006 y 2012); asimismo consigue el honor de batir el récord de puntos que hasta ahora tenía el único ganador ruso, Dima Bilan, cuando hizo lo propio en Eurovisión 2008 con 272 puntos. El podio lo completó Italia, con el famoso grupo pop/lírico Il Volo y su canción «Grande Amore», quienes consiguieron 292 puntos (la puntuación más alta conseguida por Italia en el Festival), también fueron votados por todos los países consiguiendo 9 máximas puntuaciones. Por último, el «Top 5» lo completaron Bélgica con el joven cantante Loïc Nottet y su canción «Rhythm inside»; y Australia con el célebre y reconocido cantante Guy Sebastian con su canción «Tonight again».

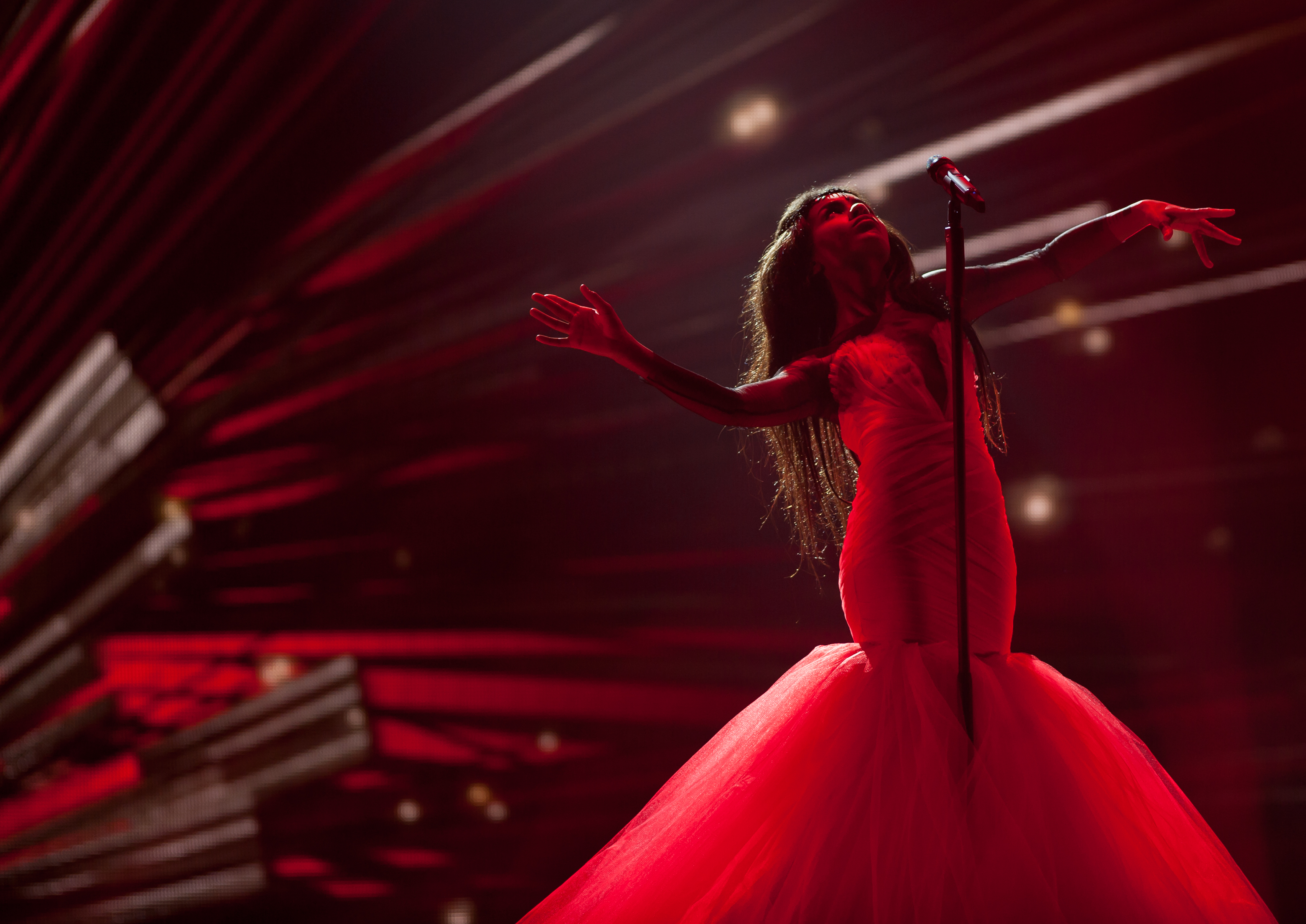
Después de 6 años Letonia consiguió clasificarse a la final con Aminata y «Love injected».

Cabe destacar que Letonia logró su mejor posición desde 2005; Montenegro consiguió su mejor resultado (13.ª posición) desde su debut en 2007; y Bélgica su mejor resultado después de doce años. Por otro lado, los cero puntos cosechados por Alemania y Austria resultaron históricos. Desde que se instauraron las semifinales ningún país había obtenido cero puntos en la final de la votación; el último país en obtener ese resultado fue Reino Unido 2003. Y desde que está vigente el actual sistema de votación sólo en dos ocasiones ha habido un empate de dos países clasificados en último lugar con cero votos: En 1997 (Noruega y Portugal) y en 1983 (España y Turquía). Además, Austria es el segundo país en la historia que aparece empatada en último lugar como anfitrión, honor que ostentaba Países Bajos que quedó última en su Festival de 1958 con 1 punto empatados con Luxemburgo, por lo que el país alpino pasó así de ser primera y ganadora en Eurovisión 2014 a los cero puntos en el 2015. Además, por primera vez en la historia del Festival, el segundo puesto supera los 300 puntos, el tercero los 290, el cuarto los 200, el quinto los 190 y el sexto los 180. Al igual que Rusia, Bélgica y Letonia batieron récords en cuanto a su puntuación histórica, con mejores scores que los obtenidos cuando obtuvieron sus respectivas victorias. Por si fuera poco, las diferencias en los extremos de la tabla fueron abismales, destacando algunas enormes entre una posición a otra, como por ejemplo la diferencia de 75 puntos entre el 3.º y 4.º lugar, los 80 puntos entre el 6.º. y el 7.º puesto, y los 44 puntos entre el noveno y el décimo. Por ende, la mayoría de las posiciones de la tabla obtuvieron números muy bajos.
Finalmente, todos los miembros del Big 5, a excepción de Italia, quedaron dentro de los peores clasificados: España en el puesto 21.º, Reino Unido en el 24.º, Francia en el 25.º y Alemania en el 27.º De los 40 países participantes en el concurso, la mayoría votó usando el sistema combinado de votación; sin embargo, San Marino entregó únicamente la votación de su jurado debido al bajo número de votos populares recibidos. Un caso particular vivió la votación en Macedonia y Montenegro, ya que el jurado fue descalificado y sólo fue contabilizado el televoto, por presuntamente haberse infringido la normas del festival. 
| N.º | País        | Intérprete(s)                   | Canción                        | Lugar | Pts. |
| --- | ----------- | ------------------------------- | ------------------------------ | ----- | ---- |
| 01  | Eslovenia   | Maraaya                         | «Here for you»                 | 14    | 39   |
| 02  | Francia     | Lisa Angell                     | «N'oubliez pas»                | 25    | 4    |
| 03  | Israel      | Nadav Guedj                     | «Golden boy»                   | 9     | 97   |
| 04  | Estonia     | Elina Born & Stig Rästa         | «Goodbye to yesterday»         | 7     | 106  |
| 05  | Reino Unido | Electro Velvet                  | «Still in love with you»       | 24    | 5    |
| 06  | Armenia     | Genealogy                       | «Face the shadow»              | 16    | 34   |
| 07  | Lituania    | Monika Linkytė & Vaidas Baumila | «This time»                    | 18    | 30   |
| 08  | Serbia      | Bojana Stamenov                 | «Beauty never lies»            | 10    | 53   |
| 09  | Noruega     | Mørland & Debrah Scarlett       | «A monster like me»            | 8     | 102  |
| 10  | Suecia      | Måns Zelmerlöw                  | «Heroes»                       | 1     | 365  |
| 11  | Chipre      | John Karayiannis                | «One thing I should have done» | 22    | 11   |
| 12  | Australia   | Guy Sebastian                   | «Tonight again»                | 5     | 196  |
| 13  | Bélgica     | Loïc Nottet                     | «Rhythm inside»                | 4     | 217  |
| 14  | Austria     | The Makemakes                   | «I am yours»                   | 26    | 0    |
| 15  | Grecia      | Maria Elena Kyriakou            | «One last breath»              | 19    | 23   |
| 16  | Montenegro  | Knez                            | «Adio»                         | 13    | 44   |
| 17  | Alemania    | Ann Sophie                      | «Black smoke»                  | 27    | 0    |
| 18  | Polonia     | Monika Kuszyńska                | «In the name of love»          | 23    | 10   |
| 19  | Letonia     | Aminata                         | «Love injected»                | 6     | 186  |
| 20  | Rumanía     | Voltaj                          | «De la capăt»                  | 15    | 35   |
| 21  | España      | Edurne                          | «Amanecer»                     | 21    | 15   |
| 22  | Hungría     | Boggie                          | «Wars for nothing»             | 20    | 19   |
| 23  | Georgia     | Nina Sublatti                   | «Warrior»                      | 11    | 51   |
| 24  | Azerbaiyán  | Elnur Hüseynov                  | «Hour of the wolf»             | 12    | 49   |
| 25  | Rusia       | Polina Gagarina                 | «A million voices»             | 2     | 303  |
| 26  | Albania     | Elhaida Dani                    | «I'm alive»                    | 17    | 34   |
| 27  | Italia      | Il Volo                         | «Grande amore»                 | 3     | 292  |

1. ↑  Aunque tanto Austria como Alemania acabaron con cero puntos, Austria aparece clasificada oficialmente «por encima» de Alemania debido a que las reglas de desempate favorecen en última instancia a la canción interpretada en primer lugar en el orden de actuación.[186]

| Orden de votación | Orden de votación | Orden de votación | Orden de votación | Orden de votación |
| --- | --- | --- | --- | ----------------- |
| 1. Montenegro 2. Malta 3. Finlandia 4. Grecia 5. Portugal 6. Rumania 7. Bielorrusia 8. Albania 9. Moldavia 10. Azerbaiyán | 11. Letonia 12. Serbia 13. Estonia 14. Dinamarca 15. Suiza 16. Bélgica 17. Francia 18. Armenia 19. Irlanda 20. Suecia | 21. Alemania 22. Australia 23. República Checa 24. España 25. Austria 26. Macedonia (ARY) 27. Eslovenia 28. Hungría 29. Reino Unido 30. Georgia | 31. Lituania 32. Países Bajos 33. Polonia 34. Israel 35. Rusia 36. San Marino 37. Italia 38. Islandia 39. Chipre 40. Noruega |                   |

Debido a fallos técnicos durante la final, los países Portugal, Estonia y Georgia fueron movidos al final de la votación.

### Máximas puntuaciones
| N. | A          | De |
| -- | ---------- | --- |
| 12 | Suecia     | Finlandia, Letonia, Dinamarca, Suiza, Bélgica, Australia, Eslovenia, Reino Unido, Polonia, Italia, Islandia, Noruega. |
| 9  | Italia     | Malta, Grecia, Rumanía, Albania, España, Israel, Rusia, Chipre, Portugal.                                             |
| 5  | Rusia      | Bielorrusia, Azerbaiyán, Armenia, Alemania, Estonia.                                                                  |
| 3  | Bélgica    | Francia, Hungría, Países Bajos                                                                                        |
| 3  | Letonia    | Irlanda, Lituania, San Marino.                                                                                        |
| 2  | Australia  | Suecia, Austria |
| 1  | Rumania    | Moldavia |
| 1  | Montenegro | Serbia |
| 1  | Serbia     | Montenegro |
| 1  | Azerbaiyán | República Checa |
| 1  | Albania    | Macedonia (ARY) |
| 1  | Armenia    | Georgia |

### Portavoces
| - Albania - Andri Xhahu (Presentador de TV) - Alemania - Barbara Schöneberger (Actriz, cantante y presentadora) - Armenia - Lilit Muradyan - Australia - Lee Lin Chin (Presentadora de TV) - Austria - Kati Bellowitsch (Locutora y presentadora de TV) - Azerbaiyán - Tural Asadou (Periodista) - Bélgica - Walid (Presentador de TV) - Bielorrusia - Teo (Representante de Bielorrusia en 2014) - Chipre - Loukas Hamatsos (Presentador de TV) - Dinamarca - Basim (Representante de Dinamarca en 2014) - Eslovenia - Tinkara Kovač (Representante de Eslovenia en 2014) - España - Lara Siscar (Presentadora de TV) - Estonia - Tanja (Representante de Estonia en 2014) - Finlandia - Krista Siegfrids (Representante de Finlandia en 2013) - Francia - Virginie Guilhaume (Presentadora de TV) - Georgia - Natia Bunturi (Presentadora de TV) - Grecia - Helena Paparizou (Ganadora del Festival de Eurovisión 2005 por Grecia) - Hungría - Csilla Tatár (Presentadora de TV) - Irlanda - Nicky Byrne (Cantante, integrante de Westlife) - Islandia - Sigridur Halldorsdottir (Presentadora de TV) | - Israel - Ofer Nachshom (Presentador de TV) - Italia - Federico Rusto (Locutor y presentador de TV) - Letonia - Markus Riva (Subcampeón de "Supernova 2015") - Lituania - Ugnė Galadauskaitė (Periodista) - Macedonia (ARY) - Marko Mark (Presentador de TV) - Malta - Julie Zahra (Representante de Malta en 2004 junto con Ludwig Galea) - Moldavia - Olivia Fortuna - Montenegro - Andrea Demirović (Representante de Montenegro en 2009) - Noruega - Margrethe Røed (Presentadora de TV) - Países Bajos - Edsilia Rombley (Representante de Países Bajos en 1998 y 2007) - Polonia - Ola Ciupa (Modelo, formó parte de la delegación de Polonia en el 2014) - Portugal - Suzy (Representante de Portugal en 2014) - Reino Unido - Nigella Lawson (Chef de cocina, presentadora de TV y periodista) - República Checa - Daniela Písařovicová (Presentadora de TV) - Rumania - Sonia Argint Ionescu (Presentadora de TV) - Rusia - Dmitri Shepelev (Cantante) - San Marino - Valentina Monetta (Representante de San Marino en el 2012, 2013 y 2014) - Serbia - Maja Nikolić (Presentadora de TV) - Suecia - Mariette (Tercera clasificada en el Melodifestivalen 2015) - Suiza - Laetitia Guarino (Miss Universo Suiza 2014) |  |

#### Desglose del televoto y jurado
El 24 de mayo de 2015, apenas finalizado el certamen, la UER  publicó los resultados oficiales del público como del jurado:

#### Semifinal 1
| Pos. | Jurado          | Puntos |
| ---- | --------------- | ------ |
| 1    | Rusia           | 167    |
| 2    | Bélgica         | 151    |
| 3    | Grecia          | 99     |
| 4    | Georgia         | 95     |
| 5    | Países Bajos    | 70     |
| 6    | Hungría         | 70     |
| 7    | Rumania         | 67     |
| 8    | Bielorrusia     | 66     |
| 9    | Estonia         | 66     |
| 10   | Albania         | 61     |
| 11   | Dinamarca       | 58     |
| 12   | Armenia         | 54     |
| 13   | Serbia          | 47     |
| 14   | Moldavia        | 46     |
| 15   | Macedonia (ARY) | 42     |
| 16   | Finlandia       | 1      |

| Pos. | Televoto        | Puntos |
| ---- | --------------- | ------ |
| 1    | Rusia           | 151    |
| 2    | Estonia         | 136    |
| 3    | Bélgica         | 124    |
| 4    | Georgia         | 97     |
| 5    | Rumania         | 96     |
| 6    | Armenia         | 90     |
| 7    | Serbia          | 86     |
| 8    | Albania         | 66     |
| 9    | Grecia          | 61     |
| 10   | Finlandia       | 55     |
| 11   | Hungría         | 50     |
| 12   | Moldavia        | 48     |
| 13   | Bielorrusia     | 32     |
| 14   | Dinamarca       | 23     |
| 15   | Países Bajos    | 23     |
| 16   | Macedonia (ARY) | 22     |

Por tercer año consecutivo, el ganador de la primera semifinal ganó tanto la votación del jurado como del televoto: Rusia. Además Bélgica también fue de los favoritos para el jurado (quedó 2°) y para el televoto (quedó 3°). Por último un total de 7 países pasaron tanto por el jurado y televoto.
En la votación de jurado, Países Bajos fue una de sus predilecciones alcanzando la quinta posición pero que con la opinión del público, que la colocó en el penúltimo puesto, quedó fuera de la Gran Final. Del mismo modo ocurrió con Bielorrusia, octava para el jurado pero décimo tercero para el público. Mientras tanto, por parte del televoto, Serbia clasificó gracias a su séptimo puesto, y Armenia, debido a su sexto lugar.

#### Semifinal 2
| Pos. | Jurado          | Puntos |
| ---- | --------------- | ------ |
| 1    | Suecia          | 208    |
| 2    | Letonia         | 155    |
| 3    | Noruega         | 144    |
| 4    | Israel          | 114    |
| 5    | Malta           | 84     |
| 6    | Eslovenia       | 84     |
| 7    | Irlanda         | 84     |
| 8    | Chipre          | 76     |
| 9    | Azerbaiyán      | 67     |
| 10   | Lituania        | 52     |
| 11   | Montenegro      | 47     |
| 12   | República Checa | 34     |
| 13   | Portugal        | 23     |
| 14   | Suiza           | 15     |
| 15   | Islandia        | 15     |
| 16   | Polonia         | 10     |
| 17   | San Marino      | 6      |

| Pos. | Televoto        | Puntos |
| ---- | --------------- | ------ |
| 1    | Suecia          | 195    |
| 2    | Israel          | 157    |
| 3    | Letonia         | 116    |
| 4    | Polonia         | 114    |
| 5    | Noruega         | 104    |
| 6    | Lituania        | 98     |
| 7    | Eslovenia       | 95     |
| 8    | Chipre          | 80     |
| 9    | Montenegro      | 58     |
| 10   | República Checa | 51     |
| 11   | Azerbaiyán      | 37     |
| 12   | Malta           | 32     |
| 13   | Portugal        | 24     |
| 14   | Islandia        | 21     |
| 15   | San Marino      | 16     |
| 16   | Irlanda         | 14     |
| 17   | Suiza           | 6      |

Los resultados de la 2.ª Semifinal demuestran que Suecia, Letonia, e Israel fueron los favoritos tanto del jurado como del televoto.
Bajo el sistema mixto de votación, Malta e Irlanda quedaron fuera de la Final por decisión del público; y, por el contrario, Polonia (penúltima para el jurado) y Montenegro (decimoprimera para el jurado) entraron dentro de los diez clasificados. Situación distinta ocurrió con Azerbaiyán que clasificó gracias a los expertos.

#### Gran Final
| Pos. | Jurado      | Puntos |
| ---- | ----------- | ------ |
| 1    | Suecia      | 363    |
| 2    | Letonia     | 249    |
| 3    | Rusia       | 247    |
| 4    | Australia   | 224    |
| 5    | Bélgica     | 187    |
| 6    | Italia      | 184    |
| 7    | Noruega     | 163    |
| 8    | Israel      | 77     |
| 9    | Chipre      | 63     |
| 10   | Georgia     | 62     |
| 11   | Estonia     | 53     |
| 12   | Montenegro  | 44     |
| 13   | Austria     | 40     |
| 14   | Azerbaiyán  | 40     |
| 15   | Eslovenia   | 36     |
| 16   | Lituania    | 31     |
| 17   | Hungría     | 29     |
| 18   | Grecia      | 29     |
| 19   | Francia     | 24     |
| 20   | Alemania    | 24     |
| 21   | Rumania     | 21     |
| 22   | Armenia     | 15     |
| 23   | Reino Unido | 12     |
| 24   | Serbia      | 12     |
| 25   | España      | 6      |
| 26   | Albania     | 4      |
| 27   | Polonia     | 2      |

| Pos. | Televoto    | Puntos |
| ---- | ----------- | ------ |
| 1    | Italia      | 366    |
| 2    | Rusia       | 286    |
| 3    | Suecia      | 279    |
| 4    | Bélgica     | 195    |
| 5    | Estonia     | 144    |
| 6    | Australia   | 132    |
| 7    | Israel      | 104    |
| 8    | Letonia     | 100    |
| 9    | Albania     | 93     |
| 10   | Serbia      | 86     |
| 11   | Armenia     | 77     |
| 12   | Rumania     | 69     |
| 13   | Georgia     | 51     |
| 14   | Azerbaiyán  | 48     |
| 15   | Polonia     | 47     |
| 16   | Lituania    | 44     |
| 17   | Noruega     | 43     |
| 18   | Montenegro  | 34     |
| 19   | Eslovenia   | 27     |
| 20   | España      | 26     |
| 21   | Grecia      | 24     |
| 22   | Hungría     | 21     |
| 23   | Chipre      | 8      |
| 24   | Reino Unido | 7      |
| 25   | Alemania    | 5      |
| 26   | Francia     | 4      |
| 27   | Austria     | 0      |

Según los resultados, Suecia habría ganado para el jurado profesional con 353 puntos y para el televoto habría sido tercera con 279, por lo que la combinación de ambas le otorgaron la victoria final con 365 puntos. Esta disparidad entre ambos sectores de votación que no ocurría desde el 2011. Por su parte Italia fue la favorita de los telespectadores con 366 puntos, mientras que el jurado profesional la posicionó sexta con 171 puntos, clasificándoles terceros con 292 puntos. Por último, la rusa Polina Gagarina fue segunda para el televoto y tercera para el jurado, consiguiendo así la segunda plaza final con 303 puntos en los resultados combinados. 
Cabe destacar que los votos otorgados por Macedonia y Montenegro fueron 100% tomados del televoto.

## Retransmisión y comentaristas

### Países participantes
- Albania (RTSH): Andri Xhahu (Todos los eventos)
- Alemania (Das Erste, EinsFestival y Phoenix): Peter Urban (Todos los eventos)[202]

(EinsPlus): Lengua de signos (Todos los eventos)
- Armenia (AMPTV): Aram Mp3 y Erik Antaranyan (Todos los eventos)
- Australia (SBS 1): Julia Zemiro y Sam Pang (Todos los eventos)[204]
- Austria (ORF eins): Andi Knoll (Todos los eventos)[205]
- Azerbaiyán (İTV): Kamran Guliyev (Final y segunda semifinal)
- Bielorrusia (Belarus 1 y Belarus 24): Evgeny Perlin (Todos los eventos)
- Bélgica -Región Valona (La Une): Jean-Louis Lahaye y Maureen Louys (en francés, todos los eventos)[206]
- Bélgica -Región Flamenca (één y Radio 2): Peter Van de Veire y Eva Daeleman (en neerlandés, todos los eventos)
- Chipre (RIK 1, RIK SAT, RIK HD y Trito Programma): Melina Karageorgiou (Todos los eventos)
- Dinamarca (DR1):  Ole Tøpholm (Todos los eventos)[207]
- Eslovenia (TV SLO 1): Andrej Hofer (Final)

(TV SLO 2):  Andrej Hofer (Semifinales)
(Radio Val 202 y Radio Maribor): Andrej Hofer (Final y Segunda Semifinal)
- España (La 1, La 1 HD y TVE Internacional): José María Íñigo y Julia Varela (Final)

(La 2): José María Íñigo y Julia Varela (Semifinales)
(Clan): José María Íñigo y Julia Varela (en diferido, Final)
- Estonia (ETV):  Marko Reikop (Todos los eventos)

(Raadio 2): Mart Juur and Andrus Kivirähk (Final y primera semifinal)
- Finlandia (YLE TV2 y Yle Radio Suomi): Aino Töllinen (en finés, todos los eventos)

(YLE TV2 y Yle Radio Vega): Eva Frantz y Johan Lindroos (en sueco, todos los eventos)
- Francia (France 2): Stephane Bern y Marianne James (Final)

(France Ô): Mareva Galanter y Jérémy Parayre-  (Semifinales)
- Georgia (GPB 1):  Lado Tatishvili y Tamuna Museridze (Todos los eventos)
- Grecia (NERIT 1, NERIT HD y Deftero Prógramma): Maria Kozakou y Giorgos Kapoutzidis (Todos los eventos)
- Hungría (Duna TV): Gábor Gundel Takács (Todos los eventos)[212]
- Irlanda (RTÉ One):  Marty Whelan (Final)

(RTÉ2):  Marty Whelan (Semifinales)
- Islandia (RÚV y Rás 2): Felix Bergsson (Todos los eventos)[213]
- Israel (Channel 1): Subtítulos en hebreo (Todos los eventos)

(Channel 33): Subtítulos en árabe (Todos los eventos)
(88 FM): "Por determinar" (Todos los eventos)
- Italia (Rai 2): Federico Russo y Valentina Correani (Final)

(Rai 4): Marco Ardemagni y Filippo Solibello (Semifinales)
(Radio Rai 2): Marco Ardemagni y Filippo Solibello (Todos los eventos)
- Letonia (LTV 1): Valters Frīdenbergs y Toms Grēviņš (Todos los eventos)
- Lituania (LRT Televizija): Darius Užkuraitis (Todos los eventos)
- Macedonia (MRT 1, MRT Sat y Radio Skopje):  Karolina Petkovska (en macedonio, todos los eventos)

(MRT 2): "Por determinar" (en albanés, todos los eventos)
- Malta (TVM): "Por determinar"
- Moldavia (TRM, Radio Moldova Actualităţi, Radio Moldova Muzical y Radio Moldova Tineret):  Daniela Babici (Todos los eventos)
- Montenegro (TVCG 1): Dražen Bauković y Tamara Ivanković (Final y segunda semifinal)

(TVCG 2): Dražen Bauković y Tamara Ivanković (Segunda semifinal)
- Noruega (NRK1): Olav Viksmo Slettan (Todos los eventos)

(NRK3): Ronny Brede Aase, Silje Reiten Nordnes y Markus Ekrem Neby (Final)
(NRK P1): Per Sundnes (Final)
- Países Bajos (NPO 1, BVN y NPO Radio 2): Cornald Maas y Jan Smit (Todos los eventos)[217]
- Polonia (TVP 1 y TVP Polska): Artur Orzech (Todos los eventos)

(TVP Rozrywka): Artur Orzech (en diferido, todos los eventos)
- Portugal (RTP1): Hélder Reis y Ramon Galarza (Todos los eventos, primera semifinal en diferido)[219]
- Reino Unido (BBC One): Graham Norton (Final)

(BBC Three): Scott Mills y Mel Giedroyc (Semifinales)
(BBC Radio 2): Ken Bruce (Final)
(BBC Radio 2 Eurovision): Ana Matronic (Primera semifinal-en diferido y Segunda semifinal-en vivo)
- República Checa (ČT1): Aleš Háma (Final)

(ČT Art): Aleš Háma (Semifinales)
- Rumania (TVR1, TVR HD y TVR International): Bogdan Stănescu (Todos los eventos)
- Rusia (C1R): Yana Churikova (Todos los eventos)
- San Marino (SMRTV y Radio San Marino): Lia Fiorio y Gigi Restivo (Todos los eventos)
- Serbia (RTS 1, RTS HD y RTS SAT): Duška Vučinić-Lučić (Final y primera semifinal)

(RTS 2 y RTS SAT): Silvana Grujić (Segunda semifinal)
- Suecia (SVT 1): Sanna Nielsen y Edward af Sillén (Todos los eventos)
- Suiza (SRF zwei):  Sven Epiney (en alemán, semifinales)

(SRF 1):  Sven Epiney (en alemán, final)
(SRF 1 y Radio SRF 3): Peter Schneider y Gabriel Vetter (en alemán, final)
(RTS): Jean-Marc Richard y Nicolas Tanner  (en francés, final)
(RTS.ch): Jean-Marc Richard y Nicolas Tanner  (en francés, primera semifinal-en línea)
(RTS Deux): Jean-Marc Richard y Nicolas Tanner  (en francés, segunda semifinal)
(RSI La 1):  Clarissa Tami y Paolo Meneguzzi (en italiano, final)
(RSI La 2): Clarissa Tami y Paolo Meneguzzi (en italiano, segunda semifinal)

### Países no participantes
- Andorra (La 1 y La 2): José María Íñigo y Julia Varela (Todos los eventos)[229][230]

(RTPi): Hélder Reis (Todos los eventos, primera semifinal en diferido)
(France 2): Stephane Bern y Marianne James (Final)
- Bulgaria (BNT 1): Final[232]
- Canadá (OUTtv): Tommy D y Adam (Todos los eventos, en diferido)[233]
- China (Hunan TV):  Liang Qiaobo y Wu Zhoutong (Todos los eventos)[234]
- Croacia (HRT 1): Todos los eventos[235]
- Estados Unidos (Univisión): Lourdes Stephen y Lili Estefan (Todos los Eventos)
- Hong Kong (Hunan TV):  Liang Qiaobo y Wu Zhoutong (Todos los eventos)[234]
- Kazajistán (Khabar): Diana Snegina y Kaldybek Zhaysanbay (Todos los eventos)[236]
- Kosovo (RTK 1): Final[237][236]
- Macao (Hunan TV):  Liang Qiaobo y Wu Zhoutong (Todos los eventos)[234]
- Marruecos (SNRT 1): Todos los eventos[236]
- Nueva Zelanda (UKTV): Todos los eventos[238]
- Taiwán (Hunan TV):  Liang Qiaobo y Wu Zhoutong (Todos los eventos)[234]
- Túnez (RTT): Todos los eventos[236]
- Ucrania (UA: Pershyi):  Timur Miroshnychenko y Tetiana Terekhova (Todos los eventos)

(НРКУ-Radio Ucrania):  Timur Miroshnychenko y Tetiana Terekhova (Todos los eventos)
- Resto del mundo: eurovision.tv (en vivo, en línea) Página oficial de Eurovisión en Youtube (En Vivo, En línea) .[240]

## Incidentes

### Tecnología antiabucheos
Durante los resultados, se podían escuchar fuertes abucheos en el recinto cuando Rusia era mencionada o el país recibía una de las tres principales puntuaciones altas. La participante rusa Polina Gagarina podía ser vista llorando en la green room durante el proceso de votación, y esto fue reportado por diversos medios de comunicación que era como resultado de los abucheos. Durante una pausa en la presentación de los votos de los países, cuando el total acumulado mostró que Rusia era líder, la ganadora de Eurovisión 2014 Conchita Wurst anunció a Gagarina, «Usted tuvo una actuación increíble, y se merece estar delante» conminando a los presentes a aplaudirla, petición que no fue recibida con mucho entusiasmo. El Supervisor Ejecutivo del Festival, Jon Ola Sand, instó a que Eurovisión debe ser un «campo de batalla amistoso... no es un campo de batalla político», y la presentadora Alice Tumler, recordó a la audiencia que «Nuestro lema es “Construyendo Puentes” y la música debe estar sobre la política en esta noche...». Los organizadores habían previsto este tipo de reacciones, y habían preparado e instalado una «tecnología antiabucheos», que fue desplegada por primera vez en la historia de la red de Eurovisión.

### Presentación de Georgia
Durante la presentación de Georgia en la Gran Final el mal funcionamiento de la máquina de humo ocasionó que su participante Nina Sublatti no fuera visible en el escenario durante gran parte de su actuación.